# Nicósia do Norte
Nicósia do Norte (em turco: Kuzey Lefkoşa [kuˈzej lefˈkoʃa]) é a capital e maior cidade do Estado de facto do Chipre do Norte. É a parte norte da cidade de Nicósia, dividida em duas pela Linha Verde, e é governada pelo Município Turco de Nicósia. Segundo dados de 2011, Nicósia do Norte tinha uma população de 61.378 habitantes e uma área metropolitana com uma população de 82.539.
Após a violência intercomunitária da década de 1960, a capital da República de Chipre foi dividida entre as comunidades cipriota grega, no sul da ilha, e cipriota turca, no norte, em 1963. Um golpe de Estado orquestrado pela junta militar grega em 1974, com o objetivo de unir a ilha com a Grécia, levou à invasão turca de Chipre no mesmo ano, e desde então Nicósia do Nortea é considerada como sob ocupação turca pela comunidade internacional.
A cidade é o centro econômico, político e cultural do Chipre do Nore, com muitas lojas, restaurantes e shopping centers. Abriga uma cidade muralha histórica, localziada na Praça Sarayönü, e também uma moderna área metropolitana, com a região de Dereboyu servindo como centro de negócios e de entretenimento. Descrita como uma cidade com altos níveis de bem-estar, registrou um grande crescimento e desenvolvimento urbano no século XXI, incluindo a construção de novas rodovias e arranha-céus. Nicósia do Norte hospeda um número significativo de turistas e uma variedade de atividades culturais, incluindo festivais internacionais de teatro e música. Com uma população estudantil superior a 34.000 habitantes, Nicósia do Norte é um importante centro de ensino e pesquisa e abriga quatro universidades, das quais a Universidade do Oriente Próximo é a maior.

## História

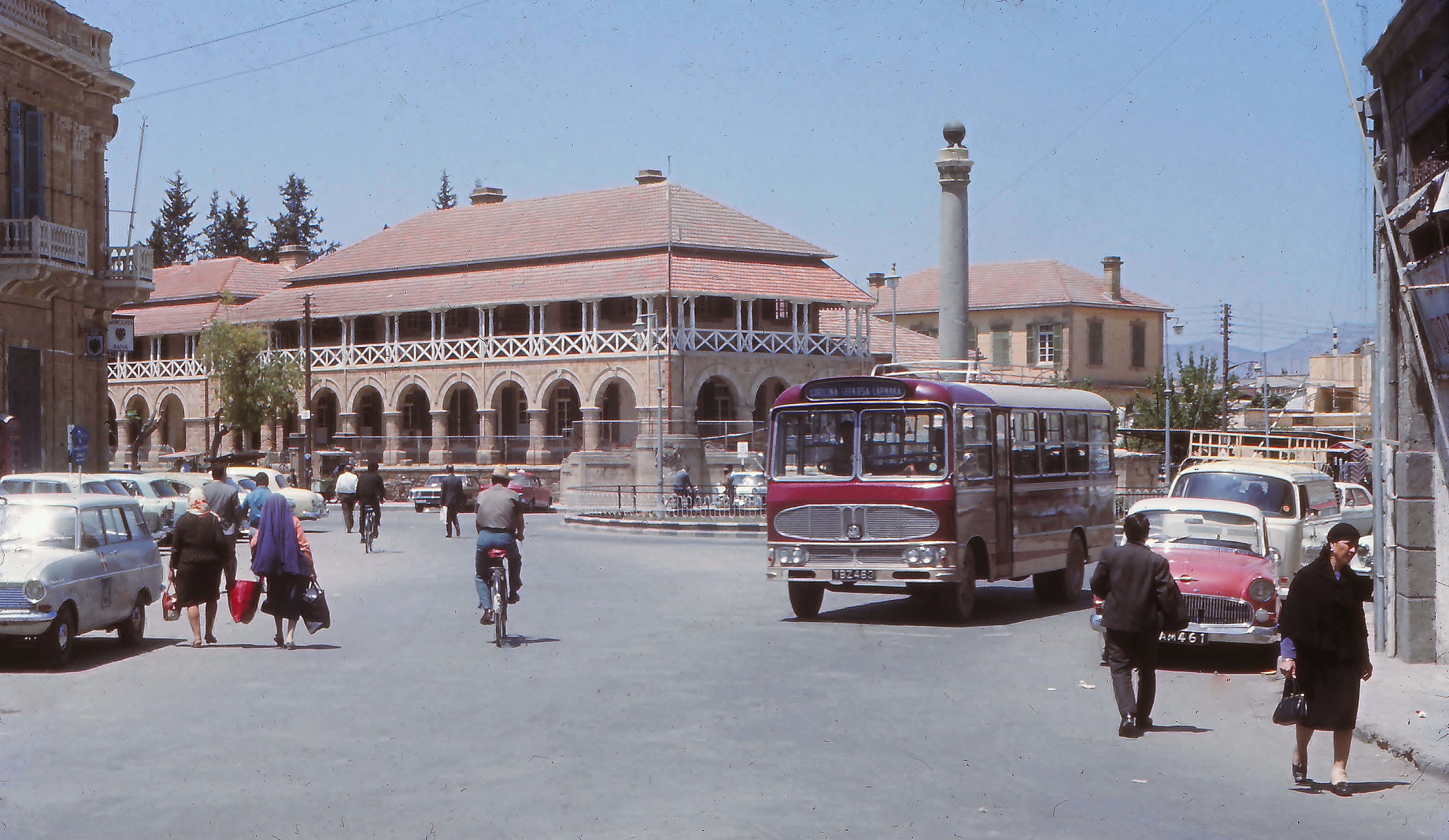
Praça Sarayönü em 1969

Na crise de Chipre de 1963-1964, após a rejeição das alterações constitucionais propostas pelos cipriotas gregos por seus compatriotas turcos, a violência intercomunitária eclodiu. Nicósia foi dividida em bairros cipriotas gregos e turcos pela Linha Verde, que recebeu esse nome devido a cor da caneta usada pelo oficial das Nações Unidas que desenhou a linha no mapa da cidade. Isso resultou na retirada da participação cipriota turca no governo e, após mais atos de violência em 1964, vários cipriotas turcos se mudaram para o bairro turco de Nicósia, causando problemas relacionados à superlotação.
Em 15 de julho de 1974, houve uma tentativa de golpe de Estado, liderada pela junta militar grega para unir a ilha à Grécia. O golpe removeu o presidente Makarios III e o substituiu pelo nacionalista pró-Enosis Nikos Sampson. Em resposta à perspectiva de união, em 20 de julho de 1974 o exército turco invadiu a ilha e, a partir de então, ocupou o norte da República de Chipre. A invasão ocorreu em duas fases. A segunda fase foi realizada em 14 de agosto de 1974, onde o exército turco avançou em suas posições, capturando um total de 37% do território cipriota, incluindo a parte norte de Nicósia e as cidades de Cirênia e Famagusta.
Em 23 de abril de 2003, a Linha Verde ganhou um ponto de travessia no Palácio de Ledra, permitindo a passagem entre as duas partes da cidade pela primeira vez desde 1974. Em seguida, foi aberto o ponto de passagem de Agios Dometios em 9 de maio de 2003. Em 3 de abril de 2008, a travessia da rua Ledra também foi reaberta.

## Administração

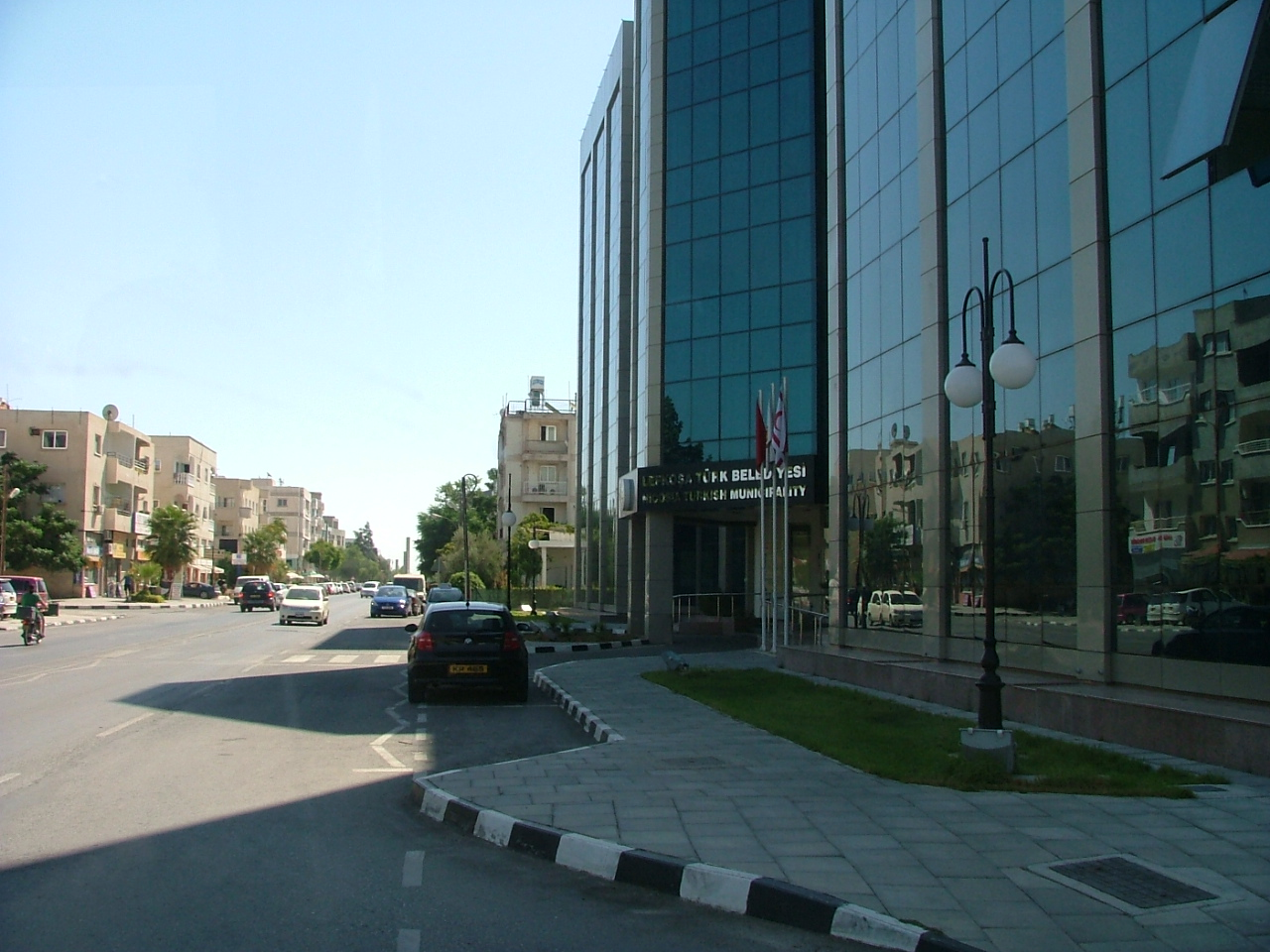
Prefeitura de Nicósia do Norte em agosto de 2009.

Como capital, Nicósia do Norte é o centro político, econômico e cultural do Chipre do Norte, abrigando os ministérios do Estado. A cidade é governada pelo Município Turco de Nicósia, que é reconhecido pela constituição da República do Chipre.
O Município Turco de Nicósia é chefiado pelo prefeito Mehmet Harmancı, do Partido da Democracia Comunitária (TDP). Ele chegou ao poder nas eleições locais em 2014 com 38% dos votos populares, derrotando os candidatos de dois grandes partidos que eram considerados os candidatos com as maiores chances de vitória pela mídia cipriota turca, em um feito que foi visto como uma grande surpresa. A organização do município conta com um Conselho Municipal de 22 membros, composto por 8 vereadores do Partido Republicano Turco (CTP), 6 do Partido Nacional da Unidade (UBP), 6 do Partido Comunitário da Democracia, 1 do Partido Democrático Comunitário, 1 do Partido Democrata (DP). -UG) e 1 do Partido do Novo Chipre (YKP).

### Prefeitos do Município Turco de Nicósia
Abaixo está uma lista de prefeitos do Município Turco de Nicósia desde a sua criação em 1958:
- Tahsin Gözmen: 1958–1962
- Cevdet Mirata: 1962–1962
- Fuat Celalettin: 1962–1968
- Ziver Kemal: 1969-1976
- Mustafa Akıncı: 1976–1990
- Burhan Yetkili: 1990-1994
- Şemi Bora: 1994–2002
- Kutlay Erk: 2002–2006
- Cemal Metin Bulutoğluları: 2006–2013
- Kadri Fellahoğlu: 2013-2014
- Mehmet Harmancı: 2014 – presente

### Quartos
Nicósia é dividida em várias divisões administrativas conhecidas como almofalas (mahalleler). Cada um desses quartos é liderado por um muhtar, eleito pelos moradores nas eleições locais. Há 25 quartos na jurisdição do Município Turco de Nicósia, dos quais 12 estão na cidade murada e 13 estão fora. Abaixo está uma lista deles classificados de acordo com a população, de acordo com o censo de 2011:

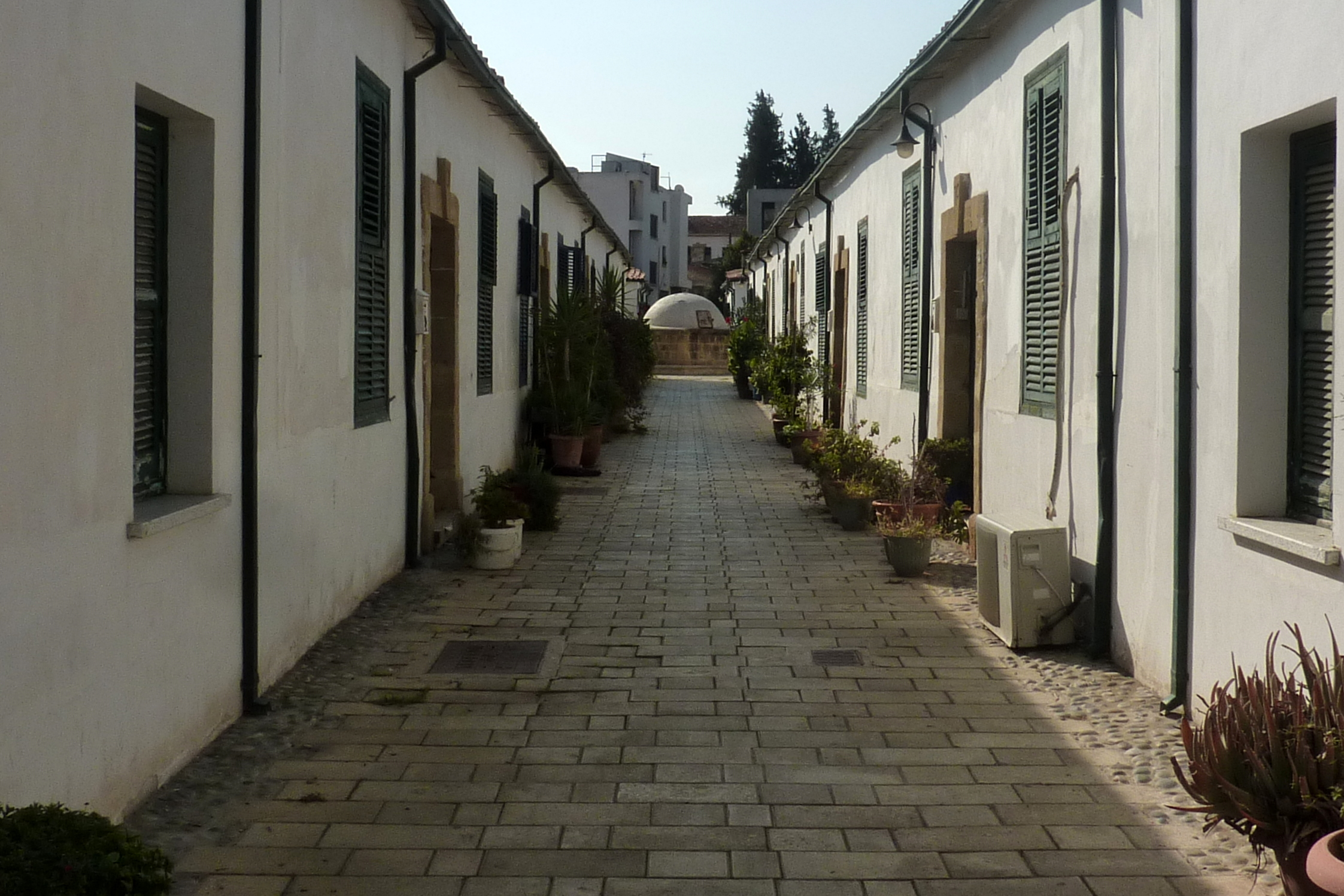
O bairro histórico de Samanbahçe, no quarto de İbrahimpaşa

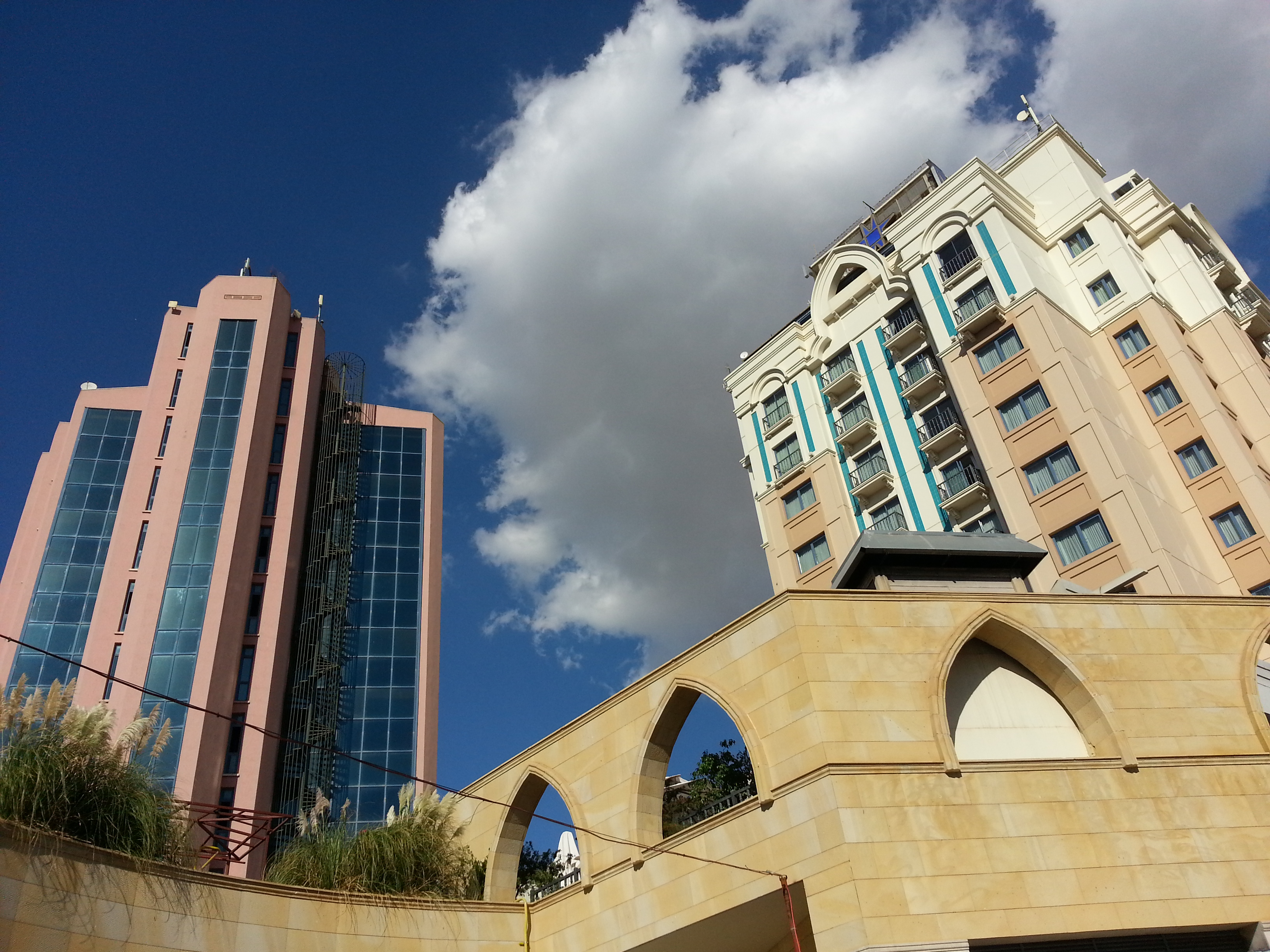
Vista na avenida Bedrettin Demirel, em Kumsal

| Quarto         | População |
| -------------- | --------- |
| Küçük Kaymaklı | 10.572    |
| Ortaköy        | 8.868     |
| Hamitköy       | 5.338     |
| Haspolat       | 4.204     |
| Taşkınköy      | 3.847     |
| Yenişehir      | 3.715     |
| Kızılay        | 3.535     |
| Marmara        | 3.081     |
| Göçmenköy      | 3,003     |
| Köşklüçiftlik  | 2.939     |
| Aydemet        | 2.314     |
| Kumsal         | 1.855     |
| Yenicami       | 1.663     |
| Çağlayan       | 1.307     |
| Selimiye       | 878       |
| Akkavuk        | 793       |
| Abdi Çavuş     | 568       |
| İbrahimpaşa    | 566       |
| Arabahmet      | 561       |
| Ayluka         | 489       |
| Karamanzade    | 351       |
| Mahmutpaşa     | 314       |
| Kafesli        | 233       |
| İplikpazarı    | 229       |
| Haydarpaşa     | 155       |

## Pontos de interesse

### Cidade murada

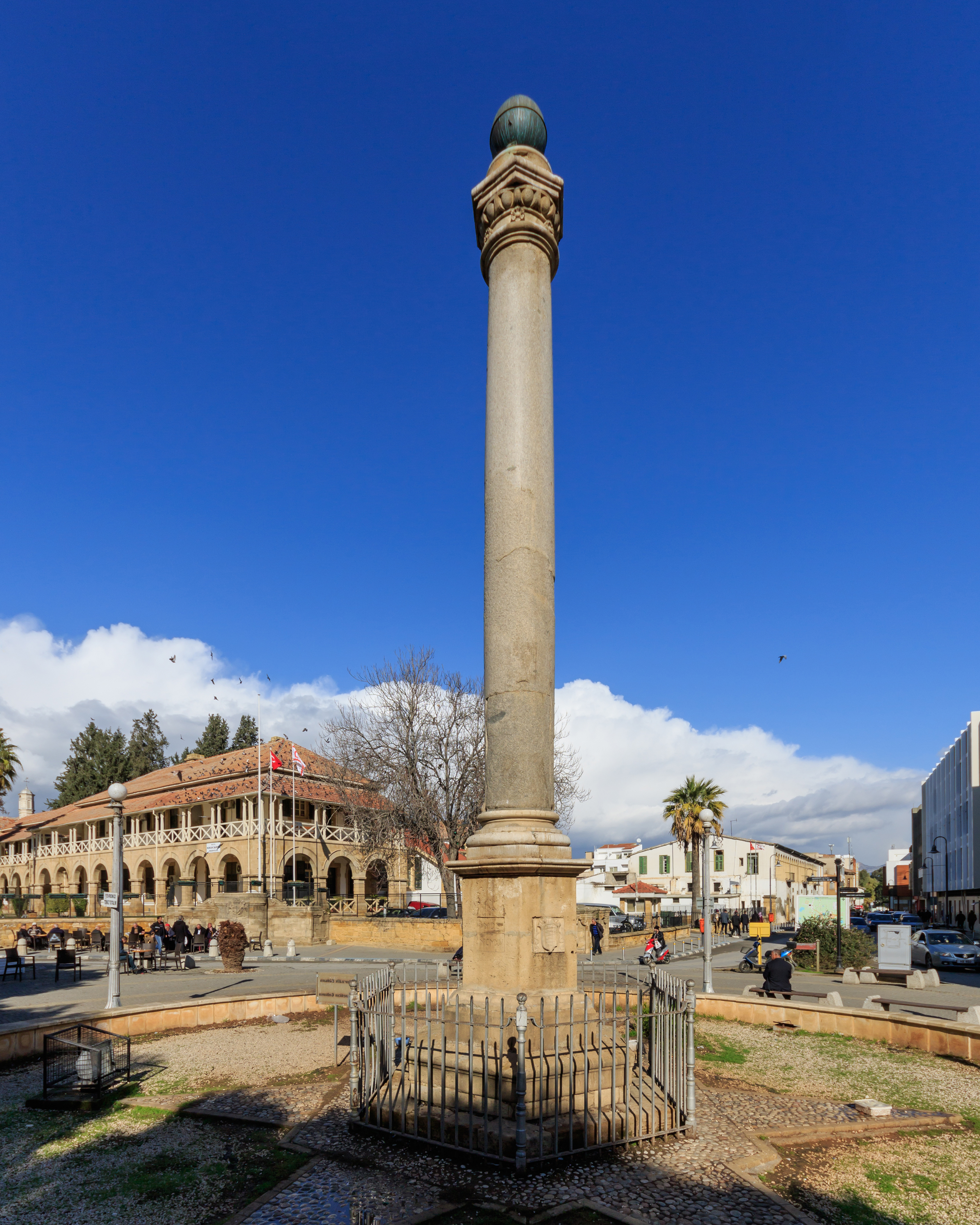
Praça Sarayönü

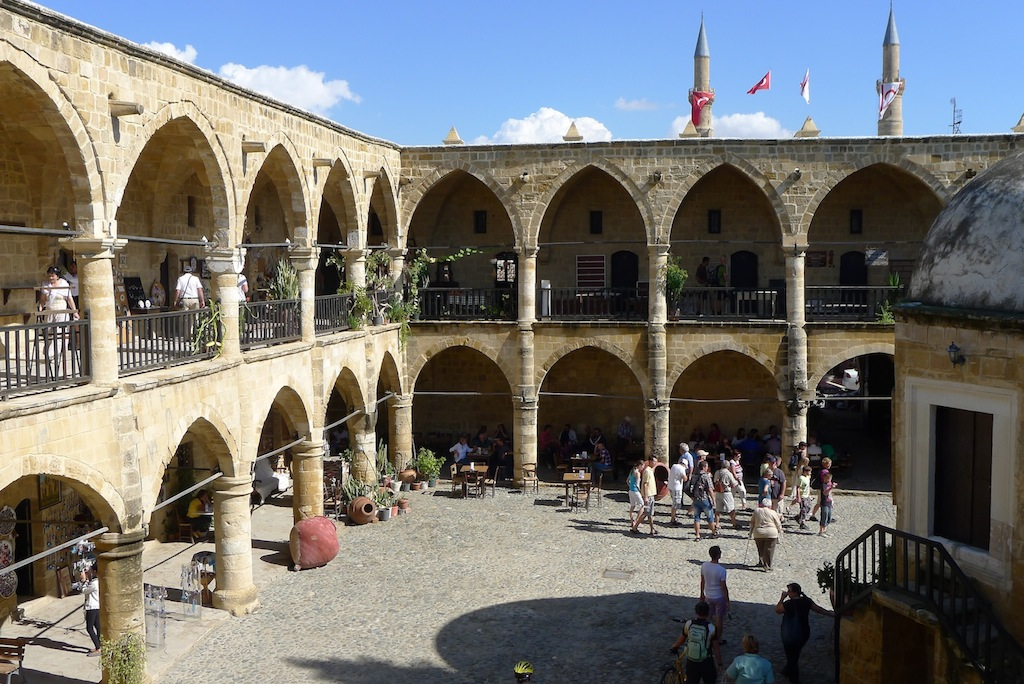
O Büyük Han

A cidade murada de Nicósia é muito rica em história, cultura e arquitetura. A parte norte é mais rica em prédios históricos e obras culturais, com o bairro de Selimiye mantendo seu caráter e atmosfera histórica. A cidade murada como um todo foi declarada uma área protegida pelo Departamento de Antiguidades Cipriota Turco, com 672 edifícios e locais de valor histórico registrados.
No centro da cidade murada fica a Praça Atatürk, mais conhecida como Praça Sarayönü. A praça é conhecida como "o coração de Nicósia" e historicamente é o centro cultural da comunidade cipriota turca, sendo frequentemente o cenário de discurso de primeiros-ministros turcos visitantes antes e durante o conflito em Chipre. A praça ainda sedia comícios populares durante campanhas políticas e a sede do Partido da Unidade Nacional. No meio da praça fica a Coluna Vneziana, conhecida simplesmente como "o Obelisco" ("Dikiltaş") para os locais, que serve um simbolo do governo do país. A Coluna foi trazida da antiga cidade de Salamina pelos venezianos em 1550. O brasão de armas de seis famílias nobres italianas ainda permanece na parte inferior da coluna, apesar de a estátua do leão ter sido substituída por uma bola de cobre, material que supostamente inspirou o nome "Chipre". A praça costumava ser a sede de um palácio da Casa de Lusinhão, substituído por tribunais durante o domínio britânico.
A Avenida Girne conecta a Praça Sarayönü ao Portão de Cirênia e à Praça İnönü em frente. A avenida foi descrita como "o símbolo da cidade murada" e está repleta de inúmeras lojas e restaurantes. Um projeto em andamento planeja redesenhar a área com melhor infraestrutura, qualidade visual e acessibilidade.
Perto da entrada da cidade murada, a oeste da Avenida Girne, fica o bairro de Samanbahçe, construído no século XIX pelo governo, considerado o primeiro exemplo de habitação social na ilha. As casas são uniformes e contíguas, e no centro do bairro há uma fonte histórica. Ainda uma área residencial, o bairro é considerado uma das melhores representações da cultura cipriota.
Mais ao sul, próximo ao posto de controle da Rua Ledra, fica a área de Arasta. A região foi convertida em um calçadão em 2013 e abriga uma rede de ruas comerciais históricas, refletindo uma tradição de compras do leste com comida e itens tradicionais. A área é frequentada por turistas.
Nas proximidades, Büyük Han, a maior caravançarai da ilha e considerada um dos melhores edifícios de Chipre, foi construída em 1572 pelos otomanos. O edifício tem 68 quartos e uma pequena mesquita no centro, e atualmente funciona como um centro cultural frequentado por turistas, com lojas de lembranças e artesanato, cafés com comida tradicional e atividades culturais, como pequenos concertos de ópera. Do outro lado da rua fica o Kumarcılar Hanı (Pousada dos Jogadores), construído no século XVII como um exemplo típico das pousadas comerciais otomanas.
Outro ponto central da cidade murada é a Mesquita Selimiye, originalmente construída como a Catedral de Santa Sofia. A mesquita é o principal centro religioso do Chipre do Norte. Foi construída entre 1209 e 1228 pela Igreja Latina do Chipre, em estilo gótico, semelhante a catedrais francesas. Suas colunas são mais antigas, da era romana, indicando a possível presença de uma igreja bizantina antes de sua construção. Era o local de coroação dos reis de Lusinhão e foi convertida na maior mesquita da ilha pelos otomanos em 1571. Permanece como um marco principal da cidade. Ao lado da mesquita fica a Bedesten, uma grande igreja grega nos estilos bizantino e gótico, construída nos séculos VI e XIV. Foi usada como mercado na era otomana. Hoje, é usada como um centro cultural, onde ocorrem várias atividades culturais, como concertos e festivais. Os dois edifícios têm vista para a Praça Selimiye, que também abriga atividades culturais e shows ocasionais de dança. A Biblioteca do Sultão Mamude II, que hospeda manuscritos em turco, árabe e persa com mais de 500 anos e considerados bons exemplos de caligrafia árabe, também está localizada na Praça Selimiye.
Entre os bairros da cidade velha estão Yenicami e Arabahmet. Yenicami abriga a Mesquita Haydar Pasha, que costumava ser a segunda maior igreja da cidade antes de sua conversão pelos otomanos, e com sua arquitetura gótica, possui portas ricamente esculpidas. O bairro Arabahmet abriga a Mesquita Arabahmet, que foi construída em 1845.

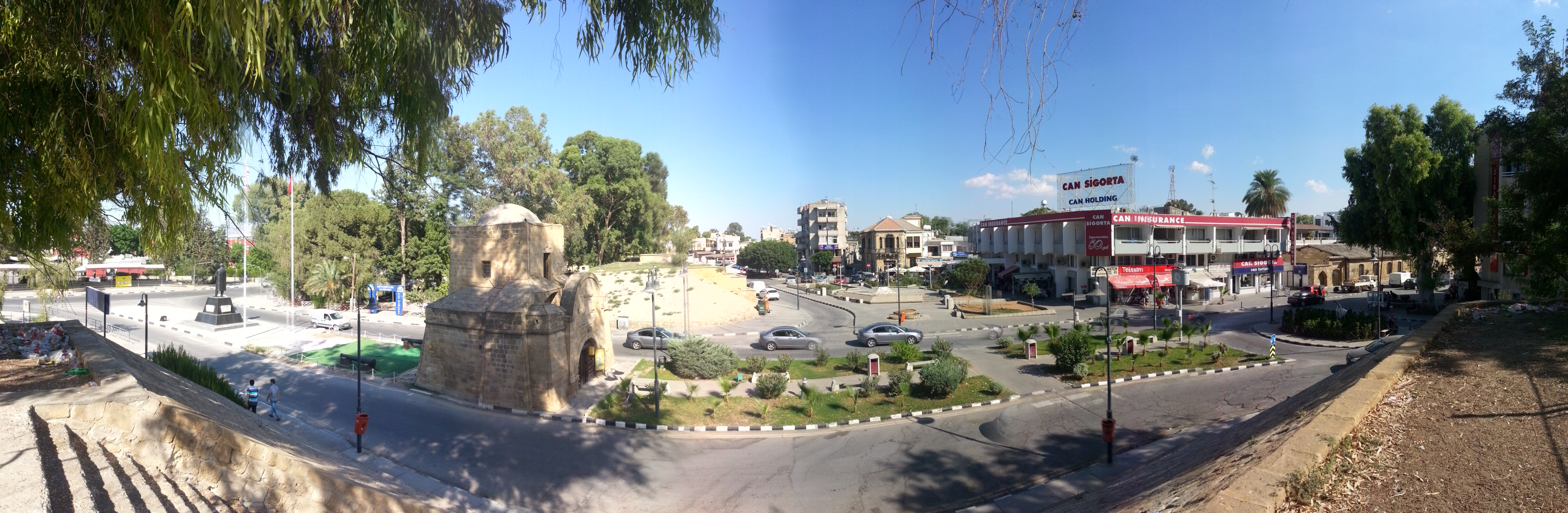
O Portão de Cirênia e a Praça İnönü, na entrada da cidade murada

### Área metropolitana

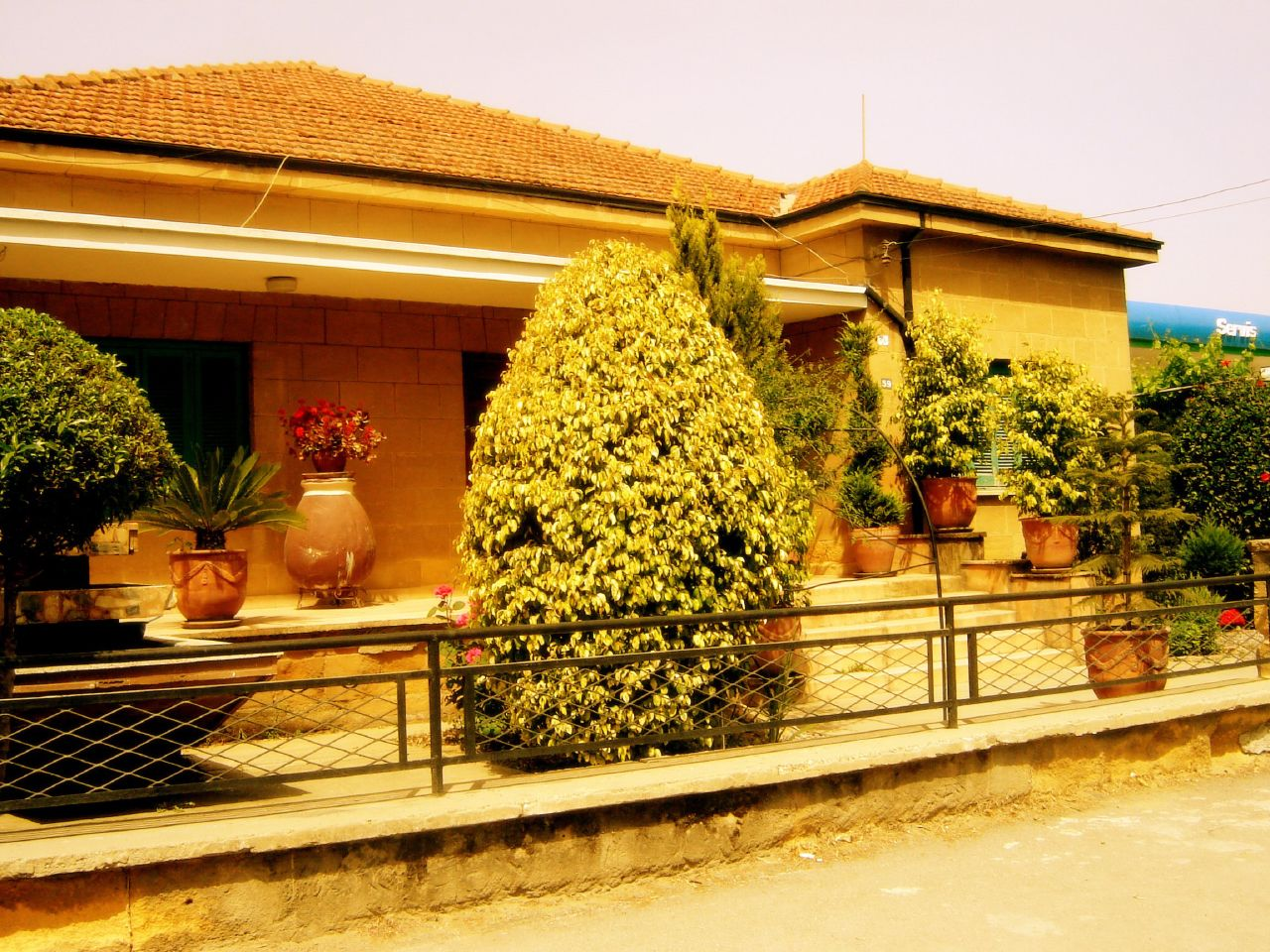
Uma casa clássica do período colonial em Köşklüçiftlik

Fora da cidade murada, Nicósia do Norte se tornou uma cidade grande, com uma área urbana que absorveu a cidade vizinha de Gönyeli e a antiga vila de Hamitköy no Município Turco de Nicósia. A maior área metropolitana de Nicósia do Norte, por definição, inclui a região de Haspolat, que também é considerada parte da cidade, pois está dentro da jurisdição do Município tTrco de Nicósia, do município de Alayköy e do vilarejo de Kanlıköy, sob a jurisdição de Gönyeli A área metropolitana tem uma área de 165,2 quilômetros quadrados.
Os bairros de Nicósia fora da cidade murada são mais espaçosos, com ruas e cruzamentos mais amplos. Essas áreas são caracterizadas por edifícios de concreto de vários andares. Nos arredores da cidade, foram construídas várias moradias grandes e imponentes, pertencentes às classes média e alta. Os cipriotas turcos da classe média e alta deixaram a cidade murada para se estabelecer em áreas como Küçük Kaymaklı e Hamitköy, que viram um boom correspondente na atividade econômica e comercial. Quando a cidade começou a se expandir para fora da área murada, grandes e imponentes casas foram construídas nas áreas de Köşklüçiftlik e Çağlayan, que hoje caracterizam esses bairros centrais. O bairro de Yenişehir foi planejado pela administração britânica na década de 1940 com um design ideal para minimizar distâncias e permitir uma interação social saudável, e o bairro ainda é considerado uma obra-prima do planejamento urbano no Chipre.

## Demografia
Nicósia do Norte é habitada principalmente por cipriotas turcos e colonos turcos (incluindo trabalhadores migrantes). Os colonos turcos compõem a maioria da população da cidade murada, enquanto os cipriotas turcos habitam predominantemente as áreas fora dos muros. Os cipriotas turcos seguem um estilo de vida mais secularizado do que os colonos mais conservadores, levando à tensão entre as comunidades. No entanto, nos anos 2010, um número significativo de trabalhadores assentados na cidade murada deixou o norte de Chipre.
Historicamente, os cipriotas turcos concentraram-se ao norte do leito do rio e os cipriotas gregos ao sul. A Linha Verde foi desenhada para separar os bairros turcos da cidade dos bairros gregos e 7.000 cipriotas turcos, cerca de 30% da população turca da Grande Nicósia, foram deslocados dos bairros da cidade murada e de alguns subúrbios como Küçük Kaymaklı e Omorphita. Nicósia do Norte também recebeu um grande número de cipriotas turcos deslocados das aldeias vizinhas. O bairro Göçmenköy (literalmente "vila dos deslocados") foi fundado para reassentar essas pessoas. O bairro árabe de Ahmet tinha uma presença cipriota armênia desde a conquista otomana; tendo sido uma minoria até a década de 1920, eles constituíam a esmagadora maioria da área na década de 1950. 200 armênios de Arab Ahmet, Köşklüçiftlik e Kumsal fugiram do bairro durante a violência intercomunitária de 1963. Os cipriotas gregos fugiram do bairro  Ayluka-Ayios Loukas em 1963 e dos bairros de Trachone-/Kızılbaş e Küçük Kaymaklı-Omorphita em 1974. O número de cipriotas gregos deslocados desses bairros em 1974 era de cerca de 4.700.

## Economia

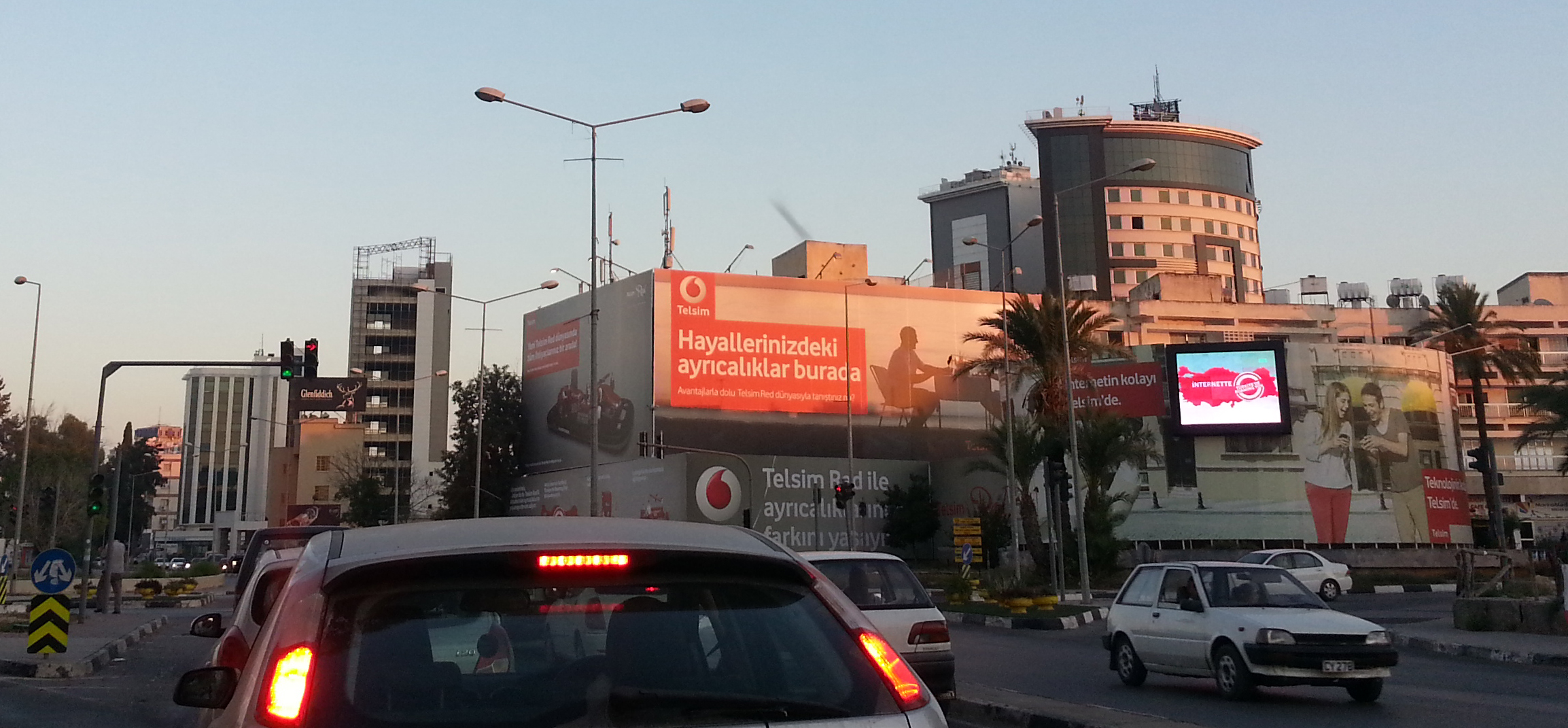
Um ponto central da cidade onde a Avenida Dereboyu e a Avenida Bedrettin Demirel se cruzam

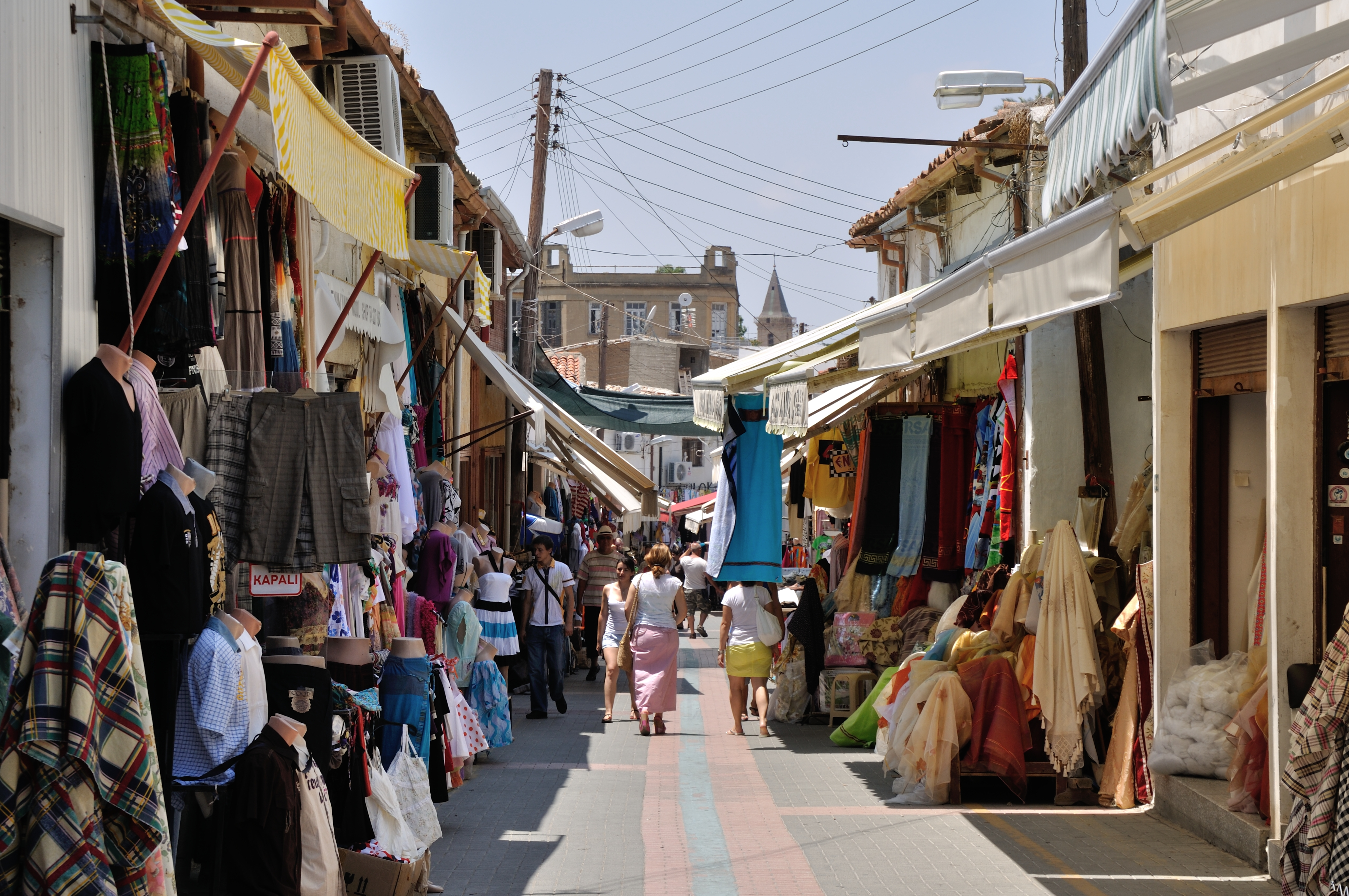
A região de Arasta, próxima ao posto de controle da Rua Ledra, funciona como um típico bazar oriental e é popular entre os turistas

Nicósia do Norte é o centro financeiro e econômico do Chipre do Norte. Em 2012, o distrito de Lefkoşa possuía 39,9% dos locais de trabalho e 49,5% dos funcionários no país. O Banco Central do Chipre do Norte está localizado na Avenida Bedrettin Demirel. A cidade teve um grande crescimento urbano nas últimas décadas, mas as autoridades foram criticadas pela falta de planejamento urbano. Entre 2008 e 2010, a taxa de construção na área urbana de Nicósia do Norte cresceu 23,9%, com o maior crescimento sendo na construção de novas instalações industriais na cidade, cujo número aumentou 87,5% em dois anos. A cidade também cresceu em importância como centro de comércio, pois a construção de escritórios cresceu 74,2%. Recentemente, foram criados programas para regular o crescimento da cidade que se expandiu incontrolavelmente. Nicósia do Norte foi identificada como uma cidade com alto nível de desenvolvimento e bem-estar.
Um aspecto de Nicósia do Norte vantajoso para o crescimento econômico é sua posição central no Chipre do Norte, sendo o ponto de encontro dos transportes de Cirênia, Famagusta e Morfu. A cidade também sedia a Feira Internacional de Nicósia e uma Área Industrial Organizada, onde estão localizadas muitas empresas e fabricantes. Nicósia do Norte influencia enormemente a economia do distrito circundante, até o Aeroporto Internacional de Ercan, junto com o Dikomo no distrito de Girne.
A economia na cidade murada estagnou nas décadas de 2000 e 2010, com o mercado municipal central perdendo sua popularidade mesmo tendo começado a receber investimentos em 2014, foram criados programas para revigorar a região com a organização de atividades culturais. Em 2014, a região comercial de Arasta, perto do cruzamento da rua Ledra foi convertido em um calçadão, o que aumentou a popularidade da área.
O turismo é um setor importante da economia. Em 2012, Nicósia do Norte recebeu mais de 146.000 turistas, representando 13,8% do total de estadias turísticas no Chipre do Norte. Em 2008, após a abertura do ponto de passagem da rua Ledra, a área de Arasta viu um aumento no fluxo de visitantes, quando cerca de 2.300 cipriotas gregos e turistas passaram a usar o cruzamento para atravessar a área diariamente. A cidade viu a construção de grandes hotéis no final dos anos 2000 e início de 2010. As construções mudaram o horizonte da cidade, com o recém-construído Merit Hotel na Avenida Bedrettin Demirel e o Golden Tulip Hotel na região de Dereboyu sendo arranha-céus altamente visíveis. O hotel mais antigo do país, o Saray Hotel, também foi reformado e cada um dos três hotéis possui seu próprio cassino, com uma capacidade total de cerca de 700 pessoas.
A cidade gastou cerca de 117 milhões de liras turcas em novas construções apenas no ano de 2011. Neste ano, foi observada um grande crescimento na construção de moradias, especialmente nas áreas de Hamitköy e Gönyeli, que fazem parte da área urbana de Nicósia, mas também nas regiões de Küçük Kaymaklı e Aydemet, indicando um crescimento residencial nessas áreas.

## Cultura
Nicósia do Norte possui uma cena cultural bastante diversa. Estudantes universitários de diferentes origens comemoram seus festivais nacionais com atividades que celebram suas danças e tradições nacionais. Diferentes grupos religiosos realizam atividades culturais; a Associação Cultural Alevi está sediada em Nicósia.

### Cultura popular

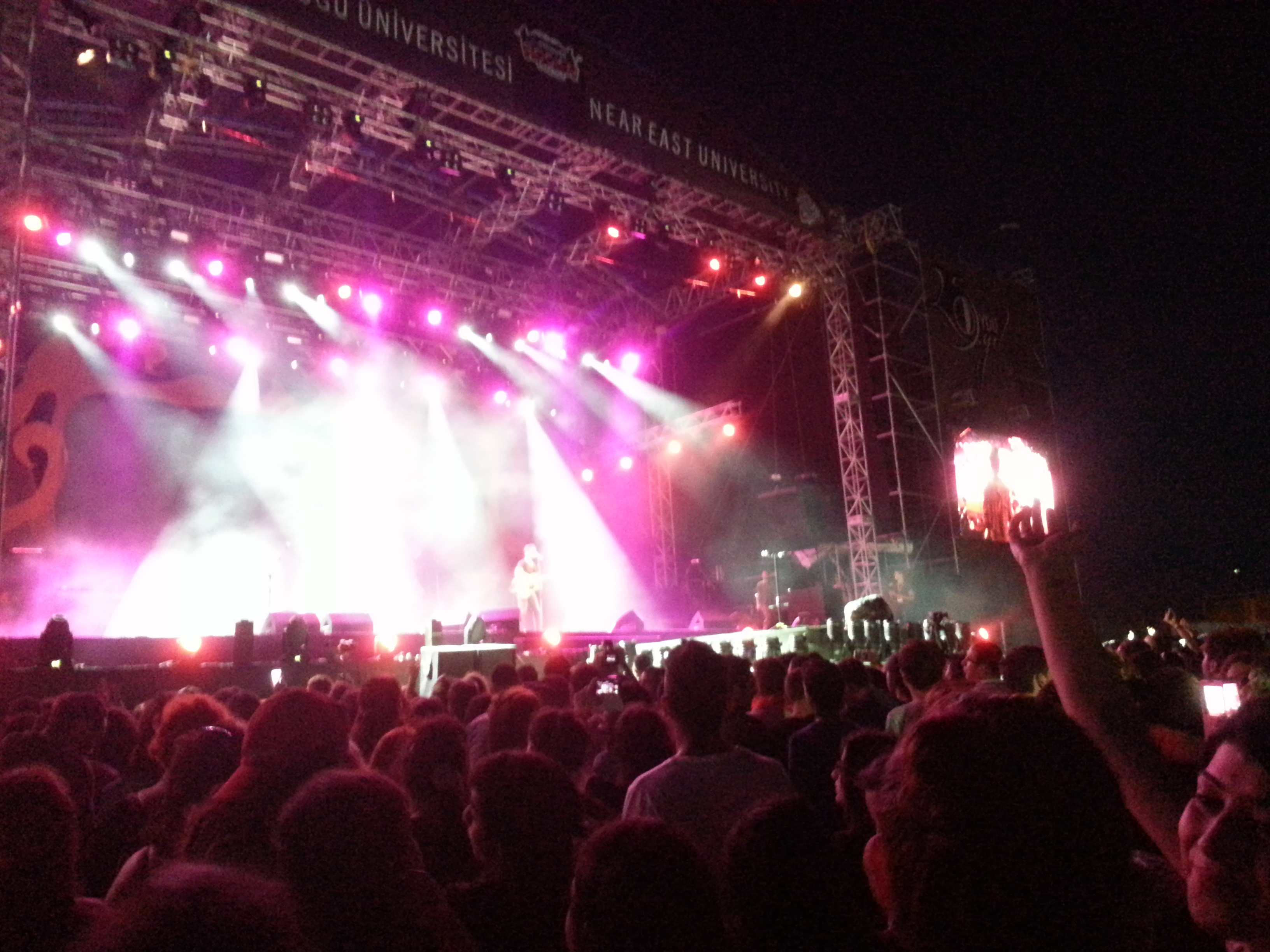
Festival Rock 'n Cyprus de 2014

A Universidade do Oriente Próximo realiza anualmente um festival de primavera, que conta com a presença de cantores e bandas cipriotas turcas, internacionais e turcas famosos, festivais de dança, esportes e competições de jogos de tabuleiro. Em 2014, a universidade construiu o Parque Oriente Próximo em uma área de 220 mil metros quadrados, e os shows de bandas como Deep Purple e Yüksek Sadakat atraíram dezenas de milhares de espectadores do Chipre e da Turquia. Durante o festival, o Moscow State Ballet também se apresentou na universidade. Além disso, a universidade também organiza o festival anual Rock 'n Cyprus, no qual bandas da Turquia se apresentam, e organiza o Carnaval NEU Nicosia na região de Dereboyu da cidade, no qual os estudantes exibem sua cultura e a população local nas ruas.
A cidade já recebeu outras organizações musicais, como o Shark Virgin Island Festival, que é a maior organização de música eletrônica da ilha. A região de Dereboyu se tornou um centro de entretenimento, onde acontecem festas de rua, festivais e concertos de bandas e cantores locais. A cidade murada também viu investimentos nos últimos anos, com a abertura de centros culturais e bares. Para revigorar a região, são organizadas festas de rua mensais.

### Belas Artes
A cidade possui instituições de artes plásticas em nível universitário, com as faculdades de artes plásticas da Universidade do Oriente PróximoUniversidade do Oriente Próximo e a Universidade Internacional do Chipre. As universidades contribuem para a cultura artística da cidade participando de exposições e competições, e os estudantes criam suas representações artísticas de Nicósia. Em 2014, um centro de artes e cultura na região de Arabahmet foi reaberto com a contribuição da Universidade Americana de Girne. Em 2013, foi inaugurada uma nova sala de exposições na Universidade do Oriente Próximo, cujos alunos participam de organizações no exterior.
Exposições e competições de fotografia organizadas pelo Estado e por instituições privadas também acontecem na cidade. O artesanato tradicional também é praticado ativamente, com exposições.

### Museus

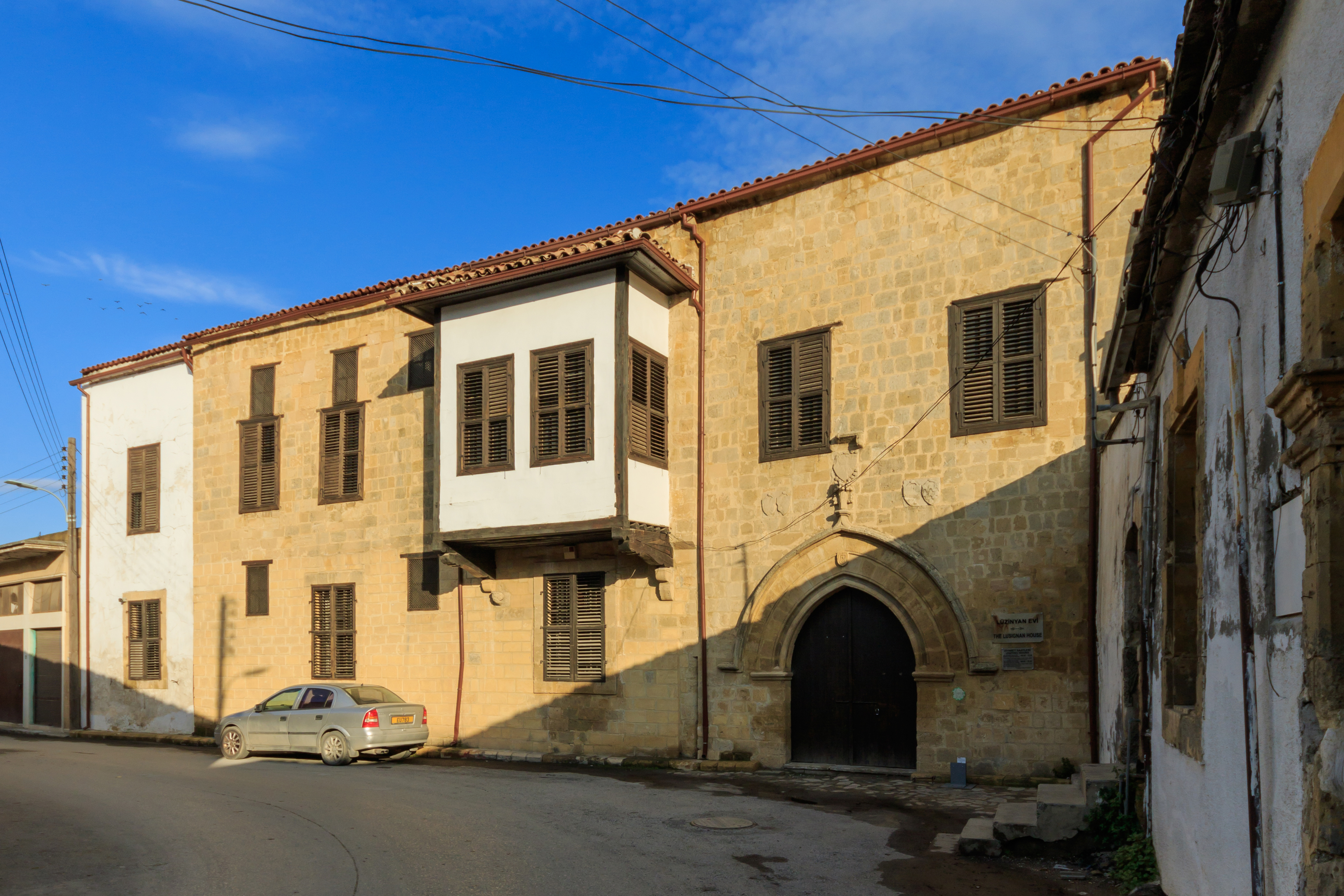
A Casa de Lusinhão

A cidade é o lar de vários museus. A Casa Dervish Pasha é semelhante em arquitetura à Casa Hadjigeorgakis Kornesios, refletindo a arquitetura otomana urbana tardia e hoje funciona como um museu etnográfico. Hospeda artefatos relacionados à era otomana e à história arqueológica do Chipre. Outro exemplo de uma casa preservada como tal é a Casa de Lusinhão, refletindo a arquitetura da época dos Lusinhão e o estilo gótico, e é decorada com itens da dinastia e otomanos.
O Museu Mevlevi Tekke costumava ser a sede da seita Mevlevi, associada aos Dervixes Giratórios. Foi projetado para fins semelhantes aos mosteiros, e agora funciona como um museu etnográfico, refletindo os ritos da seita.
O Museu Lapidário foi originalmente construído como uma hospedaria para os peregrinos que visitam a Catedral de Santa Sofia (agora a Mesquita Selimiye). Ele abriga uma coleção de artefatos arquitetônicos e antiguidades que foram escavadas.
O campus da Universidade do Oriente Próximo também abriga três museus: o Museu das Comunicações, o Museu de Arte e o Museu de Carros Clássicos.

### Artes performáticas

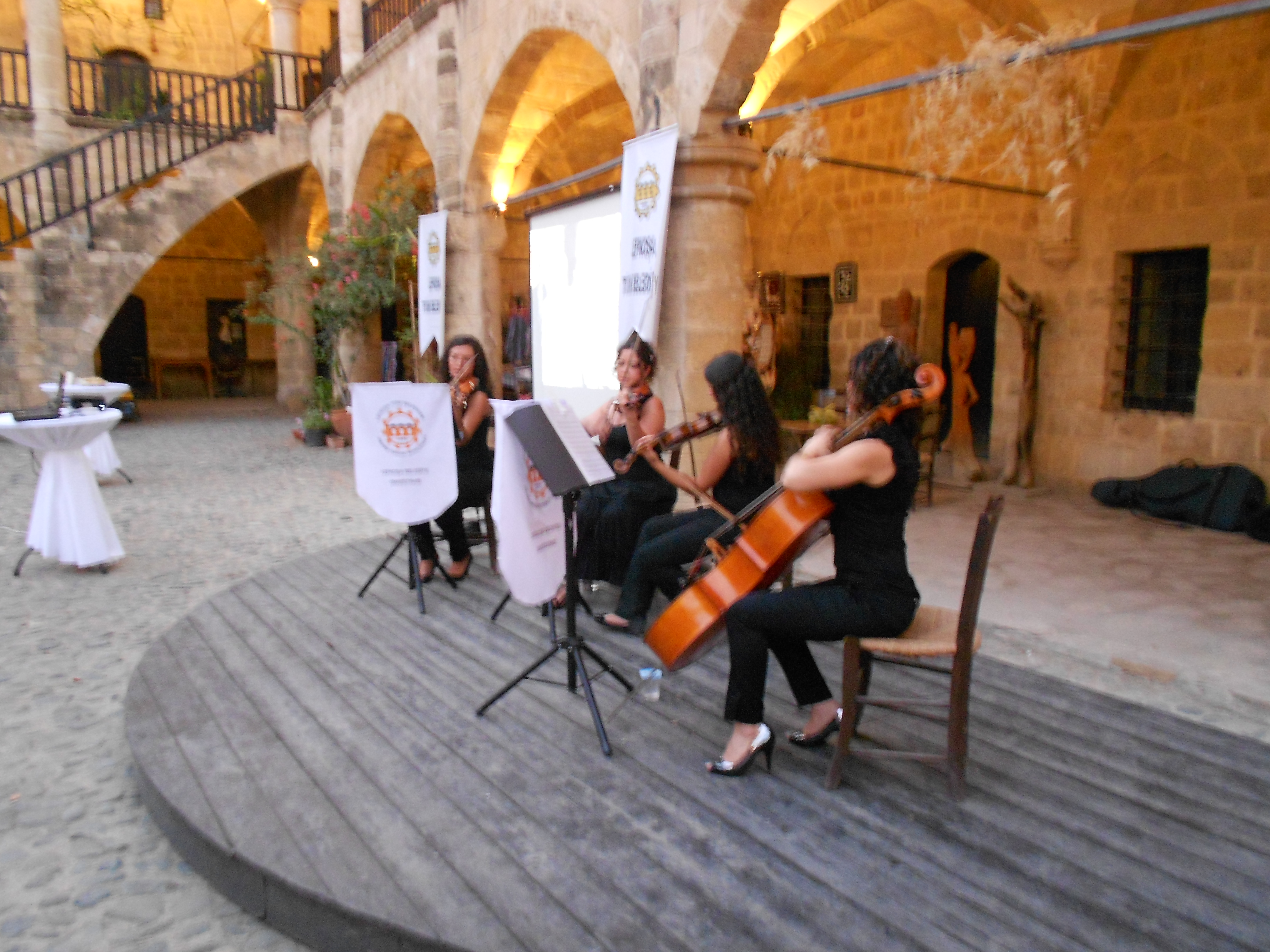
Membros da Orquestra Municipal de Lefkoşa que se apresentam em Büyük Han

O Teatro Estatal Cipriota Turco e o Teatro Municipal de Nicósia estão sediados em Nicósia do Norte e realizam diversas peças por ano. O município turco de Nicósia organiza anualmente o Festival de Teatro do Chipre, e importantes grupos teatrais da Turquia, bem como o Teatro Municipal de Nicósia participam do festival que acontece no Centro de Congressos e Cultura Atatürk da Universidade do Oriente Próximo. O teatro é muito popular no Chipre do Norte e, como tal, longas filas se formam para a venda de ingressos do festival, com o número de frequentadores de teatro aumentando a cada ano. As crianças do Teatro Municipal de Nicósia e o município de Gönyeli também realizam suas próprias oficinas de teatro. O Teatro Artístico de Nicósia é outro grupo teatral ativo na cidade.
O Município Turco de Nicósia fundou sua Orquestra Municipal de Lefkoşa em 1987. Desde então, a orquestra cresceu e desenvolveu vários ramos, incluindo o Coro Infantil, Coro de Música Folclórica, Orquestra Pop, Orquestra Latina e Orquestra de Música de Câmara, com cerca de 90 participantes, a maioria voluntários. A orquestra frequentemente realiza concertos e participa de grandes festivais musicais realizados no país. Às vezes, a orquestra oferece concertos em espaços abertos, como parques e praças. Também realiza concursos de composição. A Orquestra Sinfônica Presidencial do Chipre do Norte, fundada em 2015, está sediada em Nicósia do Norte e, desde 2018, estão em andamento as obras para a construção de uma sala de concertos e a sede da orquestra. A cidade abriga o festival anual de jazz da cidade murada, no qual os músicos de jazz locais e turcos sobem ao palco.
A cidade abriga vários grupos de dança folclórica, que organizam festivais anuais para realizar danças folclóricas cipriotas. Estudantes ou delegações estrangeiras que visitam universidades realizam suas próprias danças tradicionais. A cidade organiza shows de dança folclórica de crianças de outros países no dia nacional da criança, 23 de abril. Nicósia do Norte também recebe anualmente o Festival Internacional de Dança Folclórica de Nicósia, onde grupos de vários países se apresentam por toda a cidade em parques e praças.
Várias atividades de dança moderna também acontecem na cidade, onde várias escolas de dança são estabelecidas. Musicais e shows de dança de renome internacional são realizados em frente ao público lotado no Centro de Congressos e Cultura Atatürk. Em 2010, a cidade fez parte da atividade internacional Earthdance, assistida por milhares de habitantes locais.

## Educação

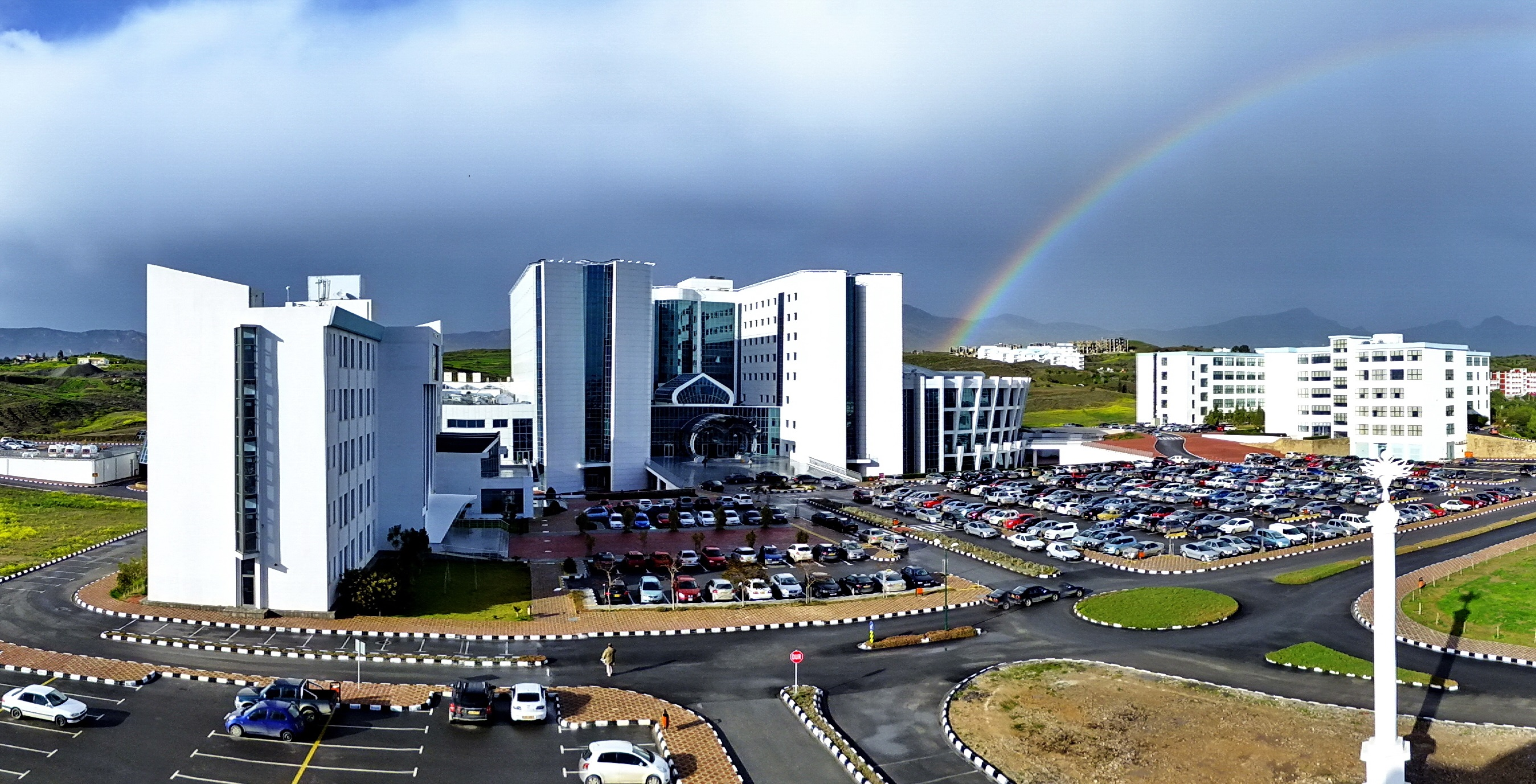
A Faculdade de Medicina da Universidade do Oriente Próximo e o hospital

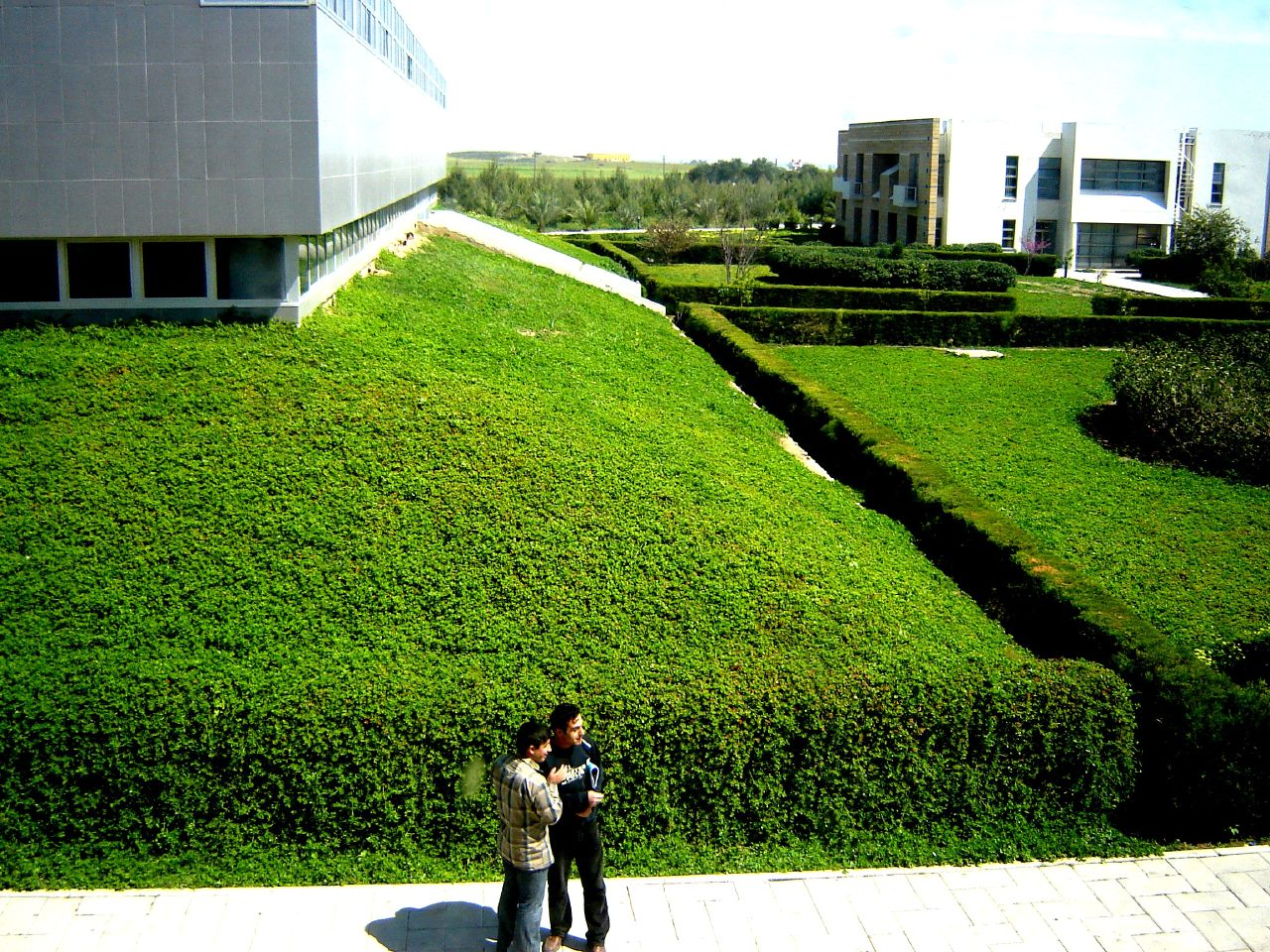
Vista do campus da Universidade Internacional do Chipre

Nicósia é sede de quatro universidades cipriotas turcas, a Universidade do Oriente Próximo (NEU), a Universidade Internacional do Chipre (CIU), a Universidade do Mediterrâneo Karpasia e a Universidade Americana do Chipre. A cidade também abriga um campus da Universidade Anadolu da Turquia, juntamente com duas escolas profissionais (Academia de Professores Atatürk e Academia de Polícia) que são equivalentes às universidades. No ano educacional de 2014–2015, Nicósia do Norte abrigava uma população estudantil de mais de 34.000; A Universidade do Oriente Próximo é a maior universidade do Chipre do Norte, com 25.068 estudantes; A Universidade Internacional do Chipre tem 8.324 estudantes e a Universidade do Mediterrâneo Karpasia, 632. As universidades abrigam uma grande diversidade nacional, com a Universidade do Oriente Próximo e a Universidade Internacional do Chipre tendo estudantes de 96 e 64 países, respectivamente.
A Universidade do Oriente Próximo foi fundada em 1988 e seu campus fica a poucos quilômetros de distância de Nicósia. A Universidade Internacional do Chipre seguiu em 1997 com um campus localizado na região de Haspolat, fora da cidade de Nicósia. A Universidade do Mediterrâneo Karpasia foi fundada em 2011 e está localizada em um edifício na região de Küçük Kaymaklı, na cidade de Nicósia.
A Universidade do Oriente Próximo possui um supercomputador que ocupa o 13º lugar no mundo e o primeiro da região em termos de velocidade e capacidade de computação, usado para ajudar as universidades da Turquia em suas pesquisas junto à própria universidade, chegando inclusive a participar do Grande Colisor de Hádrons (LHC) na CERN, bem como pesquisa de tratamento da ebola. A NEU também desenvolveu e fabricou localmente um carro movido a energia solar, e possui centros de pesquisa em tópicos que vão da engenharia de tecidos à história. A Universidade Internacional do Chipre abriga oito centros de pesquisa. Exemplos de pesquisas realizadas incluem escavações que descobriram os ossos humanos mais antigos encontrados no Chipre e possíveis dispositivos que poderiam ser implantados no corpo humano para facilitar a comunicação.
A Grande Biblioteca da Universidade do Oriente Próximo abriga mais de 1 milhão de recursos impressos e 150 milhões de recursos eletrônicos e é visitada por mais de 7.000 pessoas diariamente. Foram assinados acordos para compartilhar esses recursos com instituições turcas.
Na área urbana de Nicósia do Norte existem 21 instituições estatais que oferecem educação primária, além de três instituições especiais para crianças com deficiência. A cidade abriga três tipos de escolas secundárias: escolas públicas (lise) que lecionam em turco, "faculdades" estatais (kolej) que lecionam em inglês e escolas particulares. O Türk Maarif Koleji é uma escola pública com mais de 1.000 alunos que leciona em inglês criada em 1964 para preparar os alunos para o sistema educacional britânico. As escolas particulares de ensino médio em Nicósia são o Near East College, o Levent College e o TED College. Há também a Escola Estadual de Belas Artes Anadolu e quatro escolas profissionais.

## Transporte

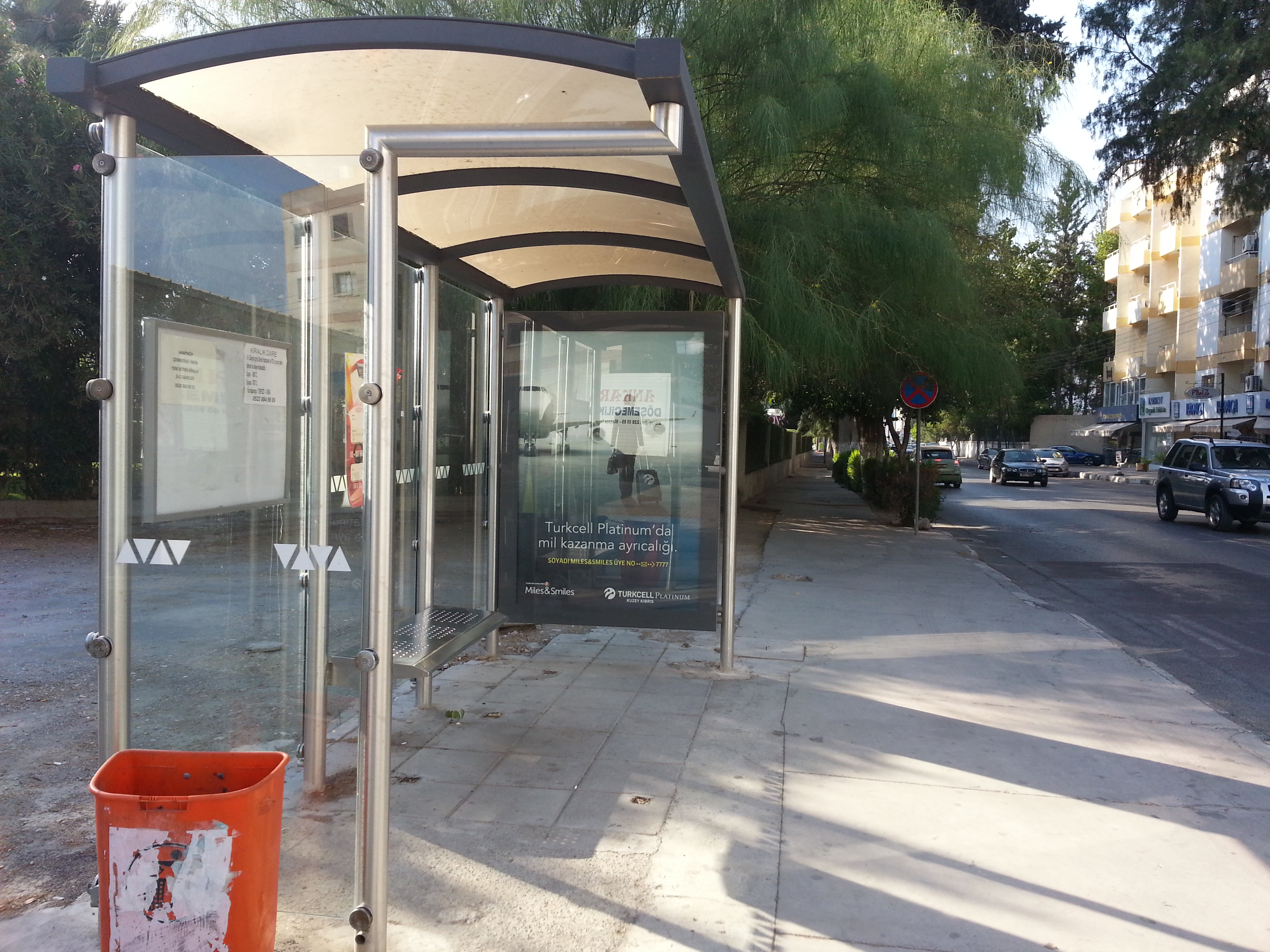
Uma parada de ônibus na Avenida Bedrettin Demirel

Nicósia do Norte é um importante centro de transporte no Chipre do Norte. Está conectada as outras cidades do país através de modernas rodovias de quatro faixas: a rodovia D-30 de Morfu a Famagusta passa por Nicósia, assim como a D-25 para Cirênia. O Aeroporto Internacional de Ercan é usado para voos internacionais. Não há sistema de trem ou metrô nem planos para desenvolver um. Em 2011, planos para construir um sistema de bonde foram apresentados, mas rejeitados, ainda que a opinião popular seja fortemente favorável ao estabelecimento de um.
Nicósia do Norte vem construindo novas rodovias e estradas para resolver seu problema de tráfego, incluindo a construção de duas estradas circulares nos anos 2010. Um deles liga a área de Metehan, e indiretamente a região de Dereboyu, a Alayköy e a rodovia para Morfu, e foi concluída e aberta ao tráfego público em 2014. A outra, o Rodoanel Norte de Nicósia, está atualmente em construção e conectará a D-30 a D-25, reduzindo o tráfego de veículos de Cirênia com destino ao aeroporto e de Famagusta a Cirênia, Gönyeli ou Morfu na capital. Enquanto a construção parou por um tempo devido a disputas de terras, o trabalho no projeto recomeçou em 2018.
A empresa LETTAŞ fornece serviços de ônibus em Nicósia do Norte. Os ônibus são a única forma de transporte público disponível, e o sistema é considerado não confiável devido ao crescimento não planejado da cidade, resultando em carros particulares sendo o principal meio de transporte. Existe um terminal de ônibus na região de Yenişehir. A cidade murada é facilmente navegável a pé, mas o município foi criticado pela falta de um sistema confiável de transporte público.
Um sistema de compartilhamento de bicicletas chamado Velespeed foi introduzido pelo município em 2018. O sistema consiste em 410 bicicletas e estações de aluguel ou entrega em toda a cidade, a 15 minutos de distância de bicicleta entre um e outro.

## Esportes

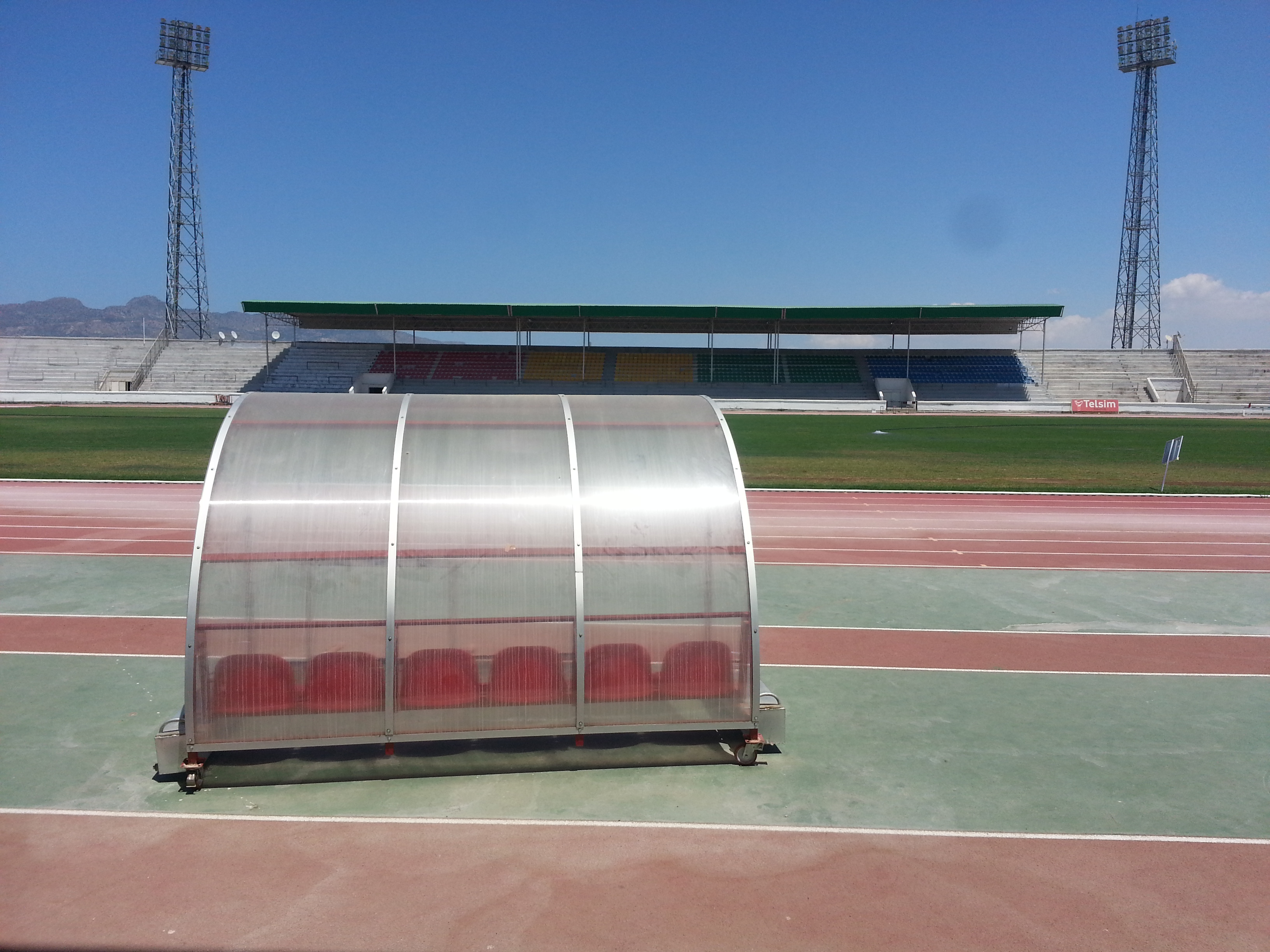
Estádio de Nicósia Atatürk

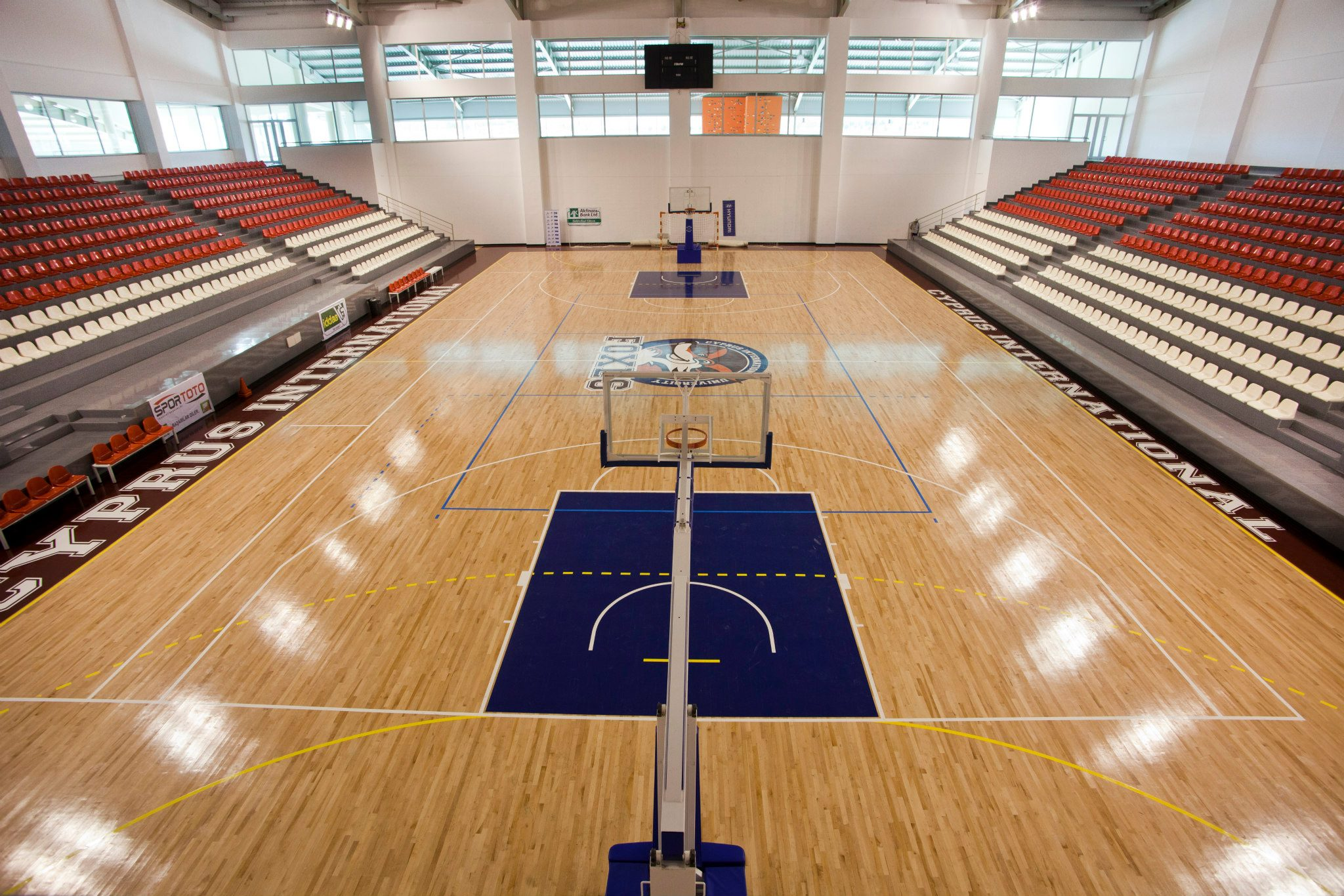
CIU Arena, o complexo esportivo da Universidade Internacional do Chipre, o maior do Chipre do Norte

Nicósia do Norte abriga cinco das quatorze equipes da Süper Lig Cipriota Turca, a principal divisão de futebol do Chipre do Norte: Çetinkaya, Yenicami, Küçük Kaymaklı, Gönyeli e Gençlik Gücü. Çetinkaya é a equipe cipriota turca de maior sucesso, com 14 títulos, e as equipes de Nicósia ganharam a maioria dos troféus da liga. Çetinkaya também é o membro mais antigo da liga, fundada em 1930, e possui a distinção de ter vencido a liga cipriota unida antes da divisão. Há também um grande número de times de futebol turcos na cidade, com celebrações na área de Dereboyu por suas vitórias.
A cidade recebe anualmente a Maratona de Nicósia, na qual mais de mil pessoas participaram em 2014, incluindo figuras políticas de destaque. A maratona passa pelas avenidas e marcos populares da cidade com as categorias de 4, 8 e 21 quilômetros, o de 4 km é considerado um passeio público. Entre os outros eventos esportivos da cidade está o torneio de tênis Lefkoşa Open. A Arena de Vôlei de Praia de Lefkoşa, localizada na cidade, abriga a Copa Zafer de Vôlei de Praia que faz parte da Copa Nacional da Turquia. Em 2015, a cidade sediou o primeiro Festival de Jovens e Esportes de Nicósia, abrangendo uma série de atividades esportivas de 22 esportes, incluindo um evento de basquete de rua, tênis, handebol, tiro, boxe e torneios de tênis de mesa.
Nicósia do Norte é o lar de vários centros esportivos. O coração esportivo da cidade é considerado o Complexo Esportivo Atatürk, sede do Estádio Nicosia Atatürk, que é o maior estádio da ilha, com capacidade para 28.000 pessoas. O estádio é o lar dos times Çetinkaya e Yenicami. O complexo esportivo também abriga o Atatürk Sports Hall, que funciona como uma arena de basquete, vôlei e handebol, a Piscina Coberta Atatürk, onde são realizadas as competições populares de natação com a participação de equipes turcas, quadras de tênis, e as sedes das federações esportivas cipriotas turcas de vários ramos. O complexo também abriga uma instalação de treinamento de atletas e é acessível a atletas com deficiência. O Município Turco de Nicósia é ativo em termos de construção de novas instalações esportivas e o fez na área de Metehan, com projetos em andamento nas regiões de Hamitköy e Haspolat.
Nicósia do Norte já recebeu organizações esportivas internacionais. A cidade sediou o 9º Campeonato Mundial de Taekwondo da Federação Global de Taekwondo em 2013, e os Jogos Universitários da Organização de Cooperação Econômica em 2013. Suas perspectivas de sediar e participar de muitos torneios internacionais são prejudicadas por um embargo esportivo internacional. Também fez parte do Rali Anual do Chipre em 2014, que atraiu enorme atenção popular e multidões.
As universidades contribuem significativamente para a vida esportiva de Nicósia do Norte. A Universidade do Oriente Próximo possui a única piscina olímpica da ilha, com uma área de 2.700 metros quadrados, e mais de 12.000 pessoas participaram de cursos de natação na piscina. Também possui um moderno pavilhão esportivo e um campus de saúde e bem-estar com mais de 2.000 metros quadrados. Sua equipe de nado sincronizado realiza performances regulares e atua em vários ramos. A Arena CIU da Universidade Internacional do Chipre tem uma área total de 22.500 metros quadrados e é o maior complexo esportivo integrado no Chipre do Norte. Hospeda um salão de esportes coberto, uma piscina coberta, quadras de tênis e outras instalações, uma arena de handebol de praia a uma parede de escalada. Também possui as equipes da CIU Foxes, cuja divisão de handebol masculino venceu a liga nacional duas vezes seguidas.

## Relações internacionais
Nicósia do Norte é geminada com: 
| - Ancara, Turquia - Bursa, Turquia (desde 1990) - Comrat, Moldávia (desde 2006) | - Gaziantepe, Turquia (desde 2009) - Karbinci, Macedônia do Norte (desde 2001) - Aračinovo, Macedônia do Norte (desde 2002) |

## Galeria

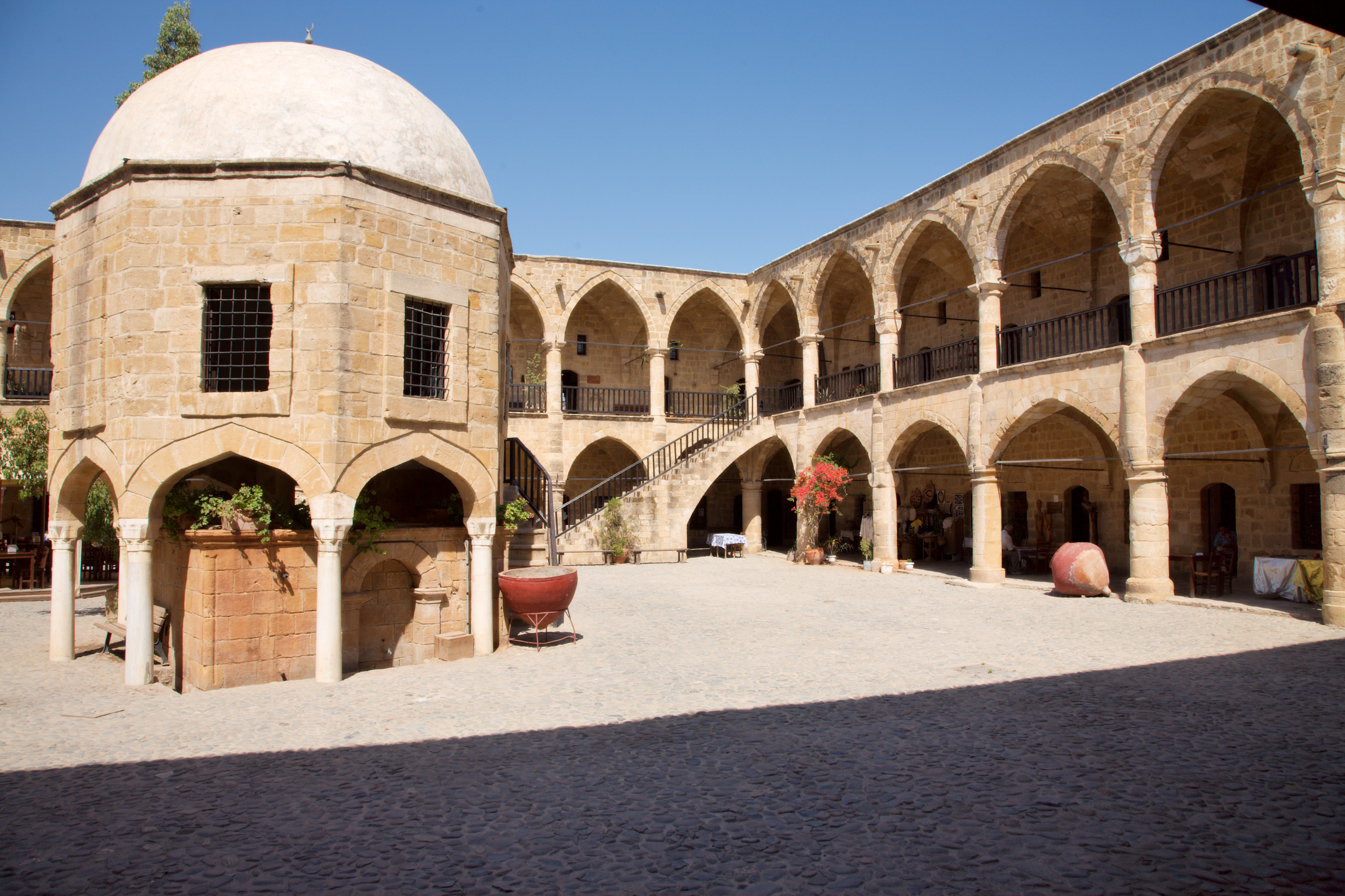
Büyük Han
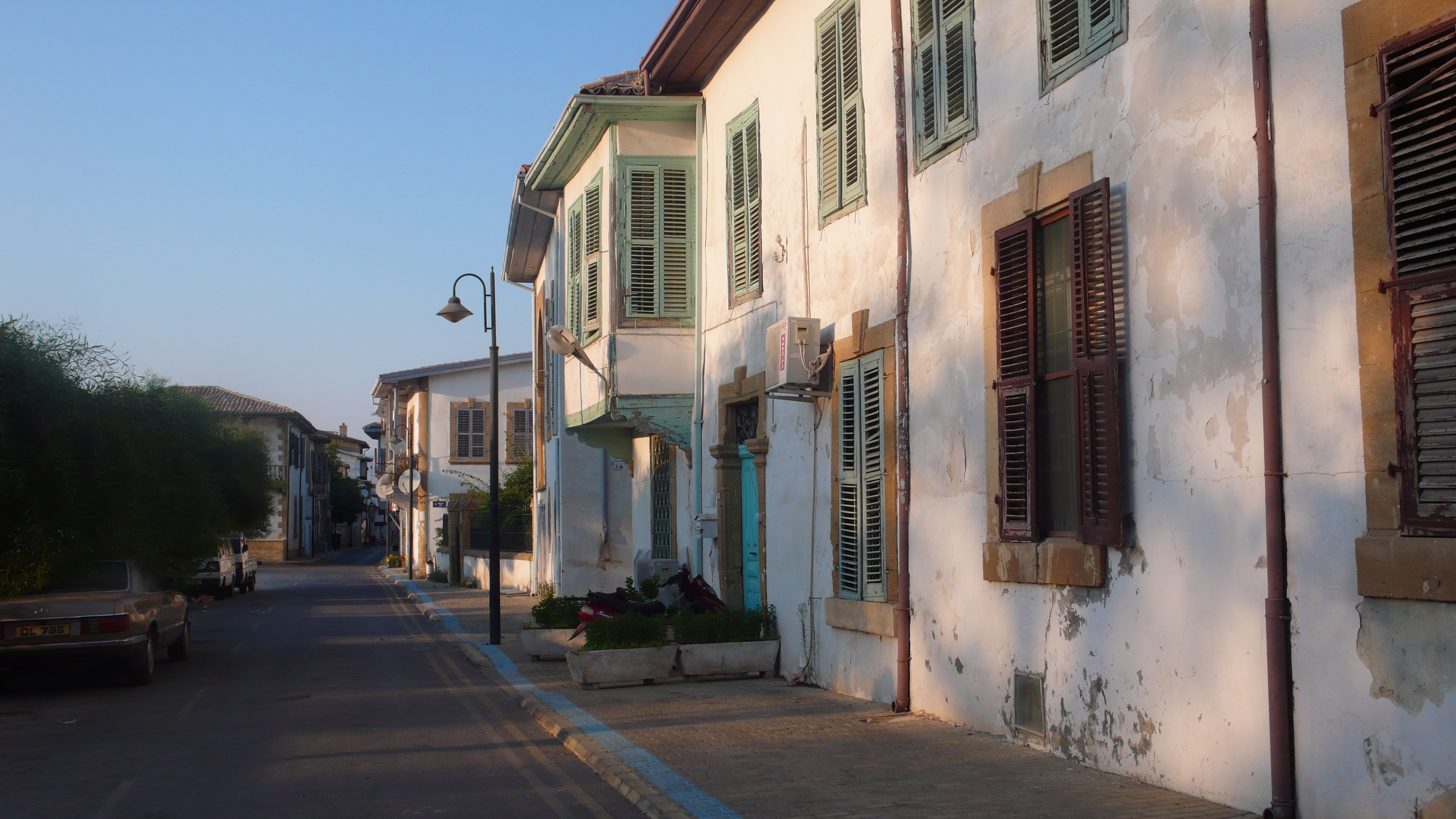
Uma rua secundária na cidade murada
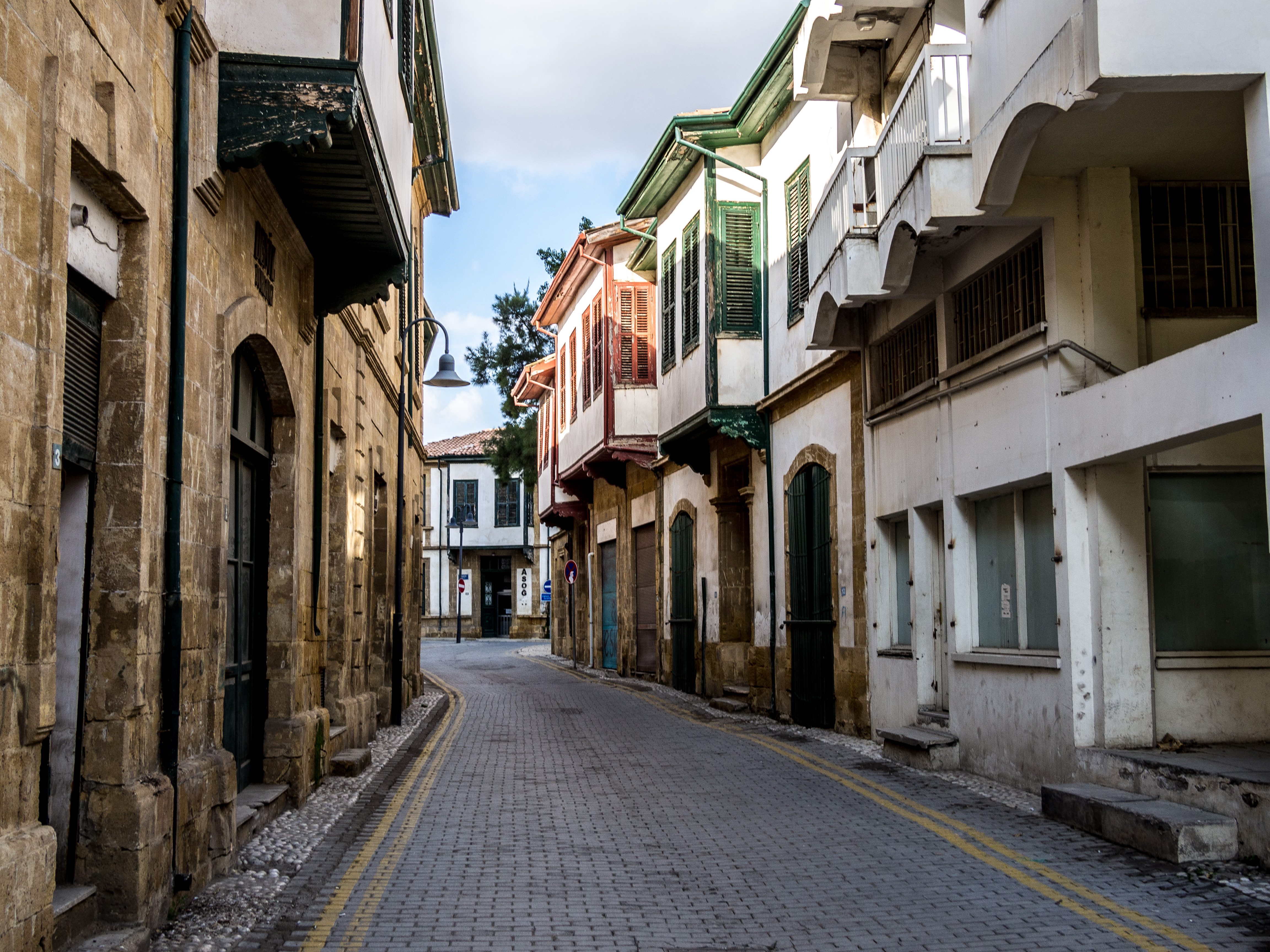
Uma rua secundária na cidade murada
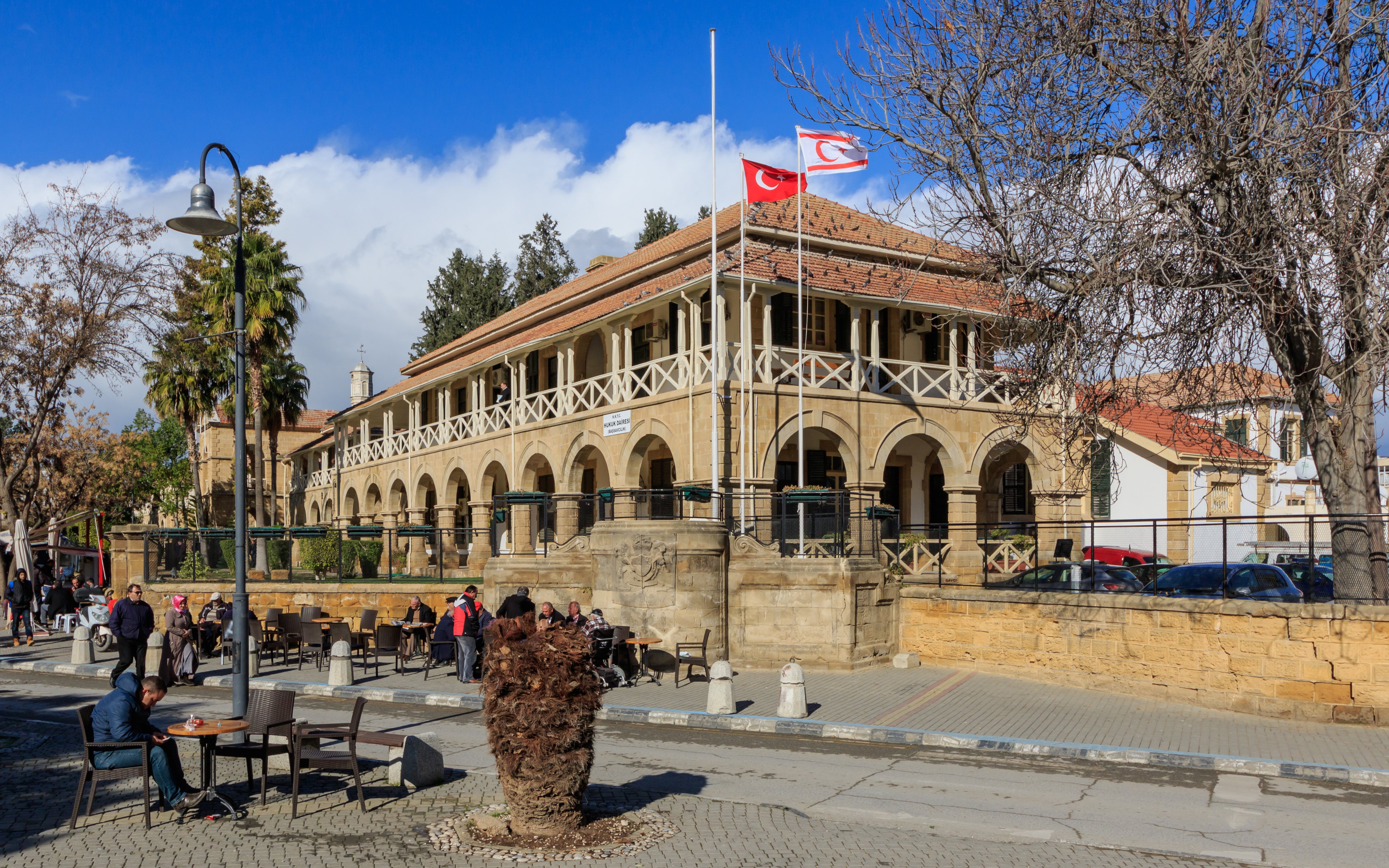
Tribunal de Justiça em Nicósia do Norte
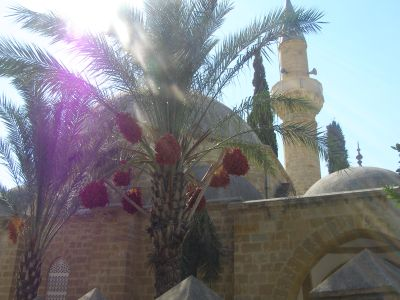
Mesquita Arabahmet
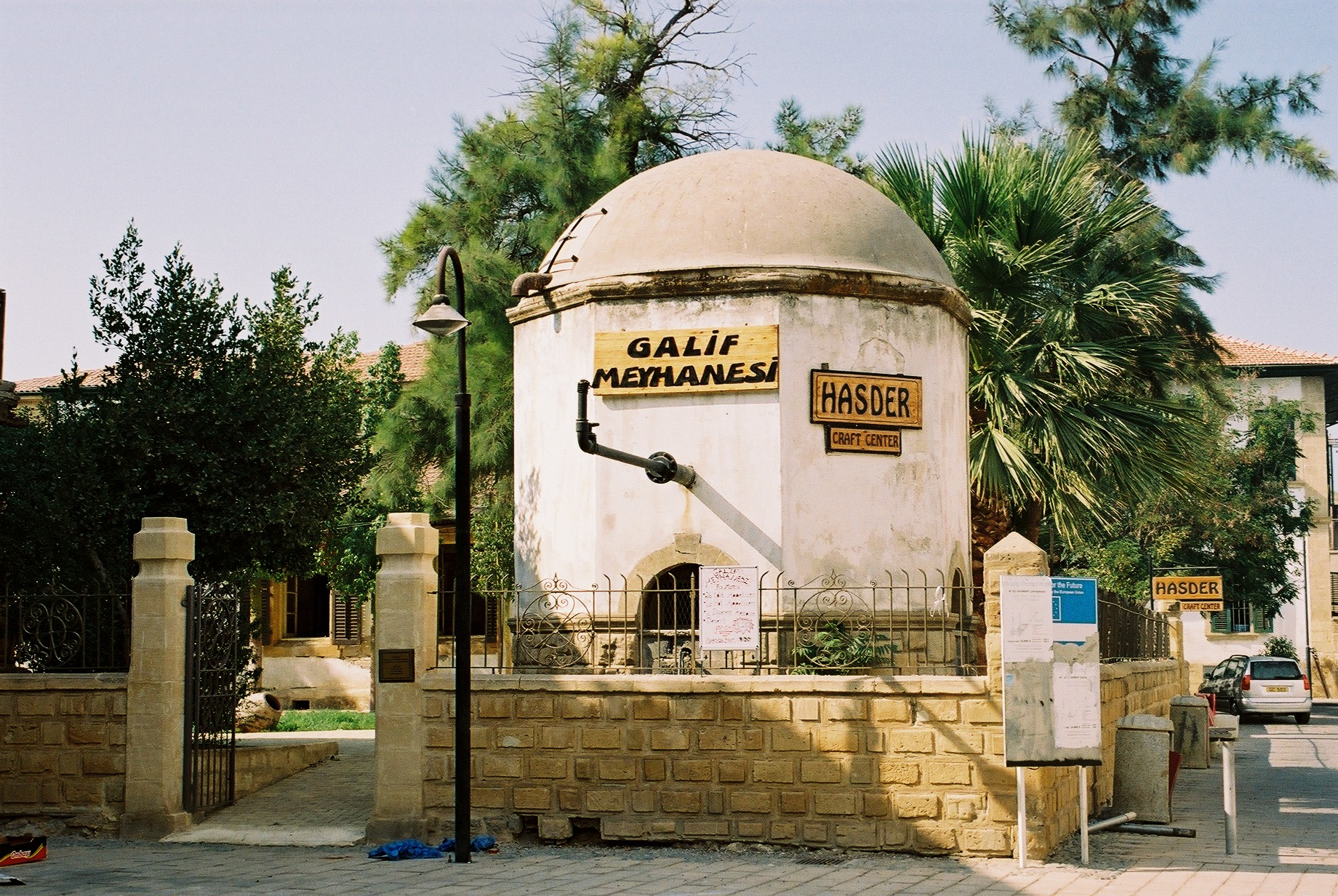
Uma taberna cultural na cidade murada
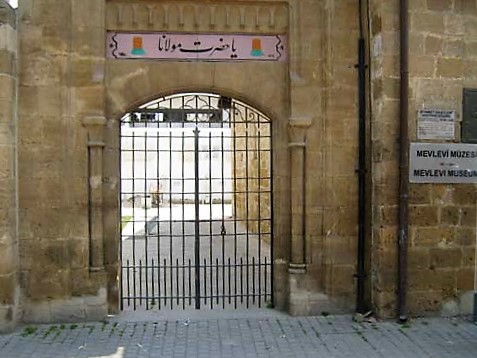
Museu Mevlevi
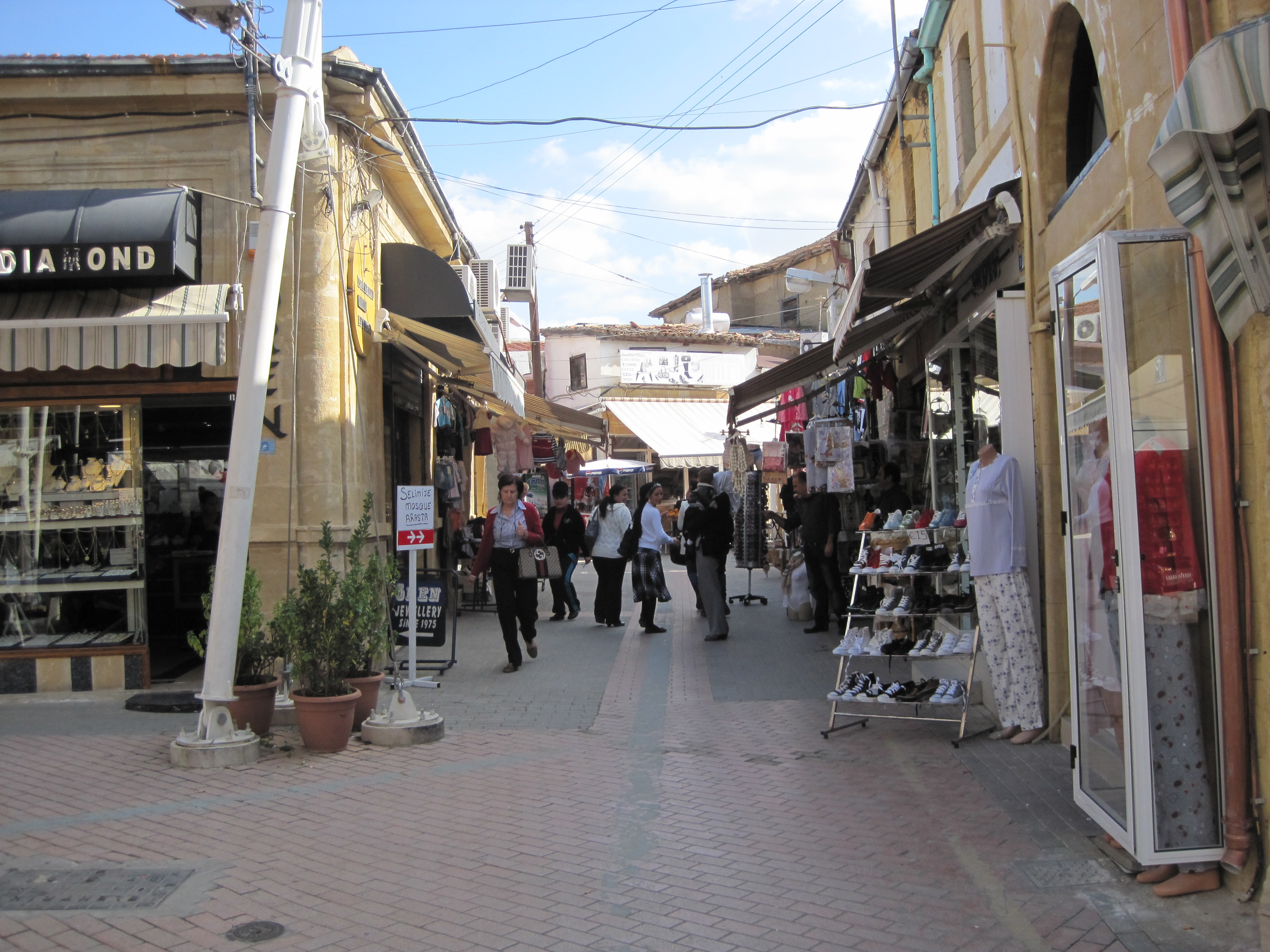
A região de Arasta
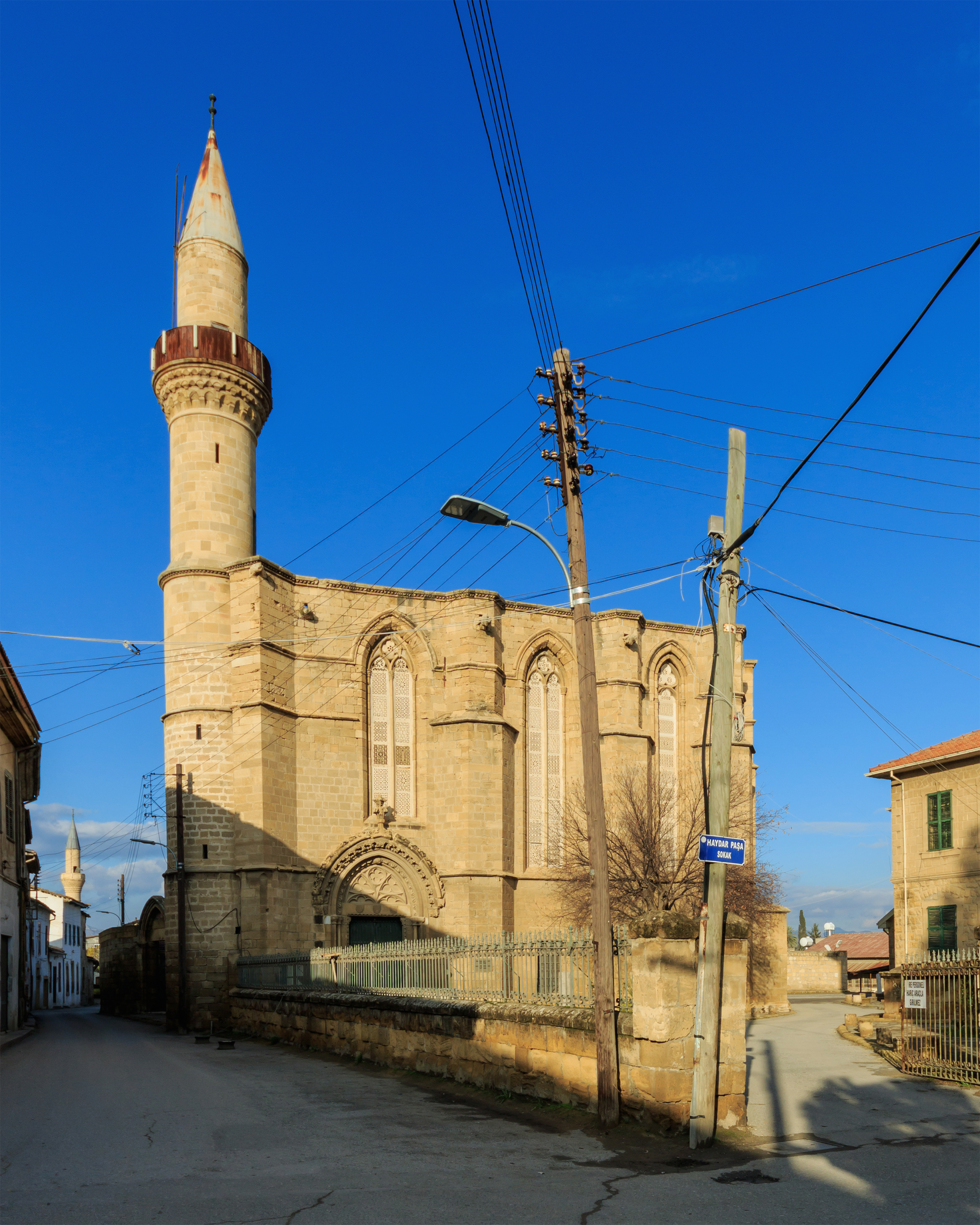
Mesquita Haydar Pasha
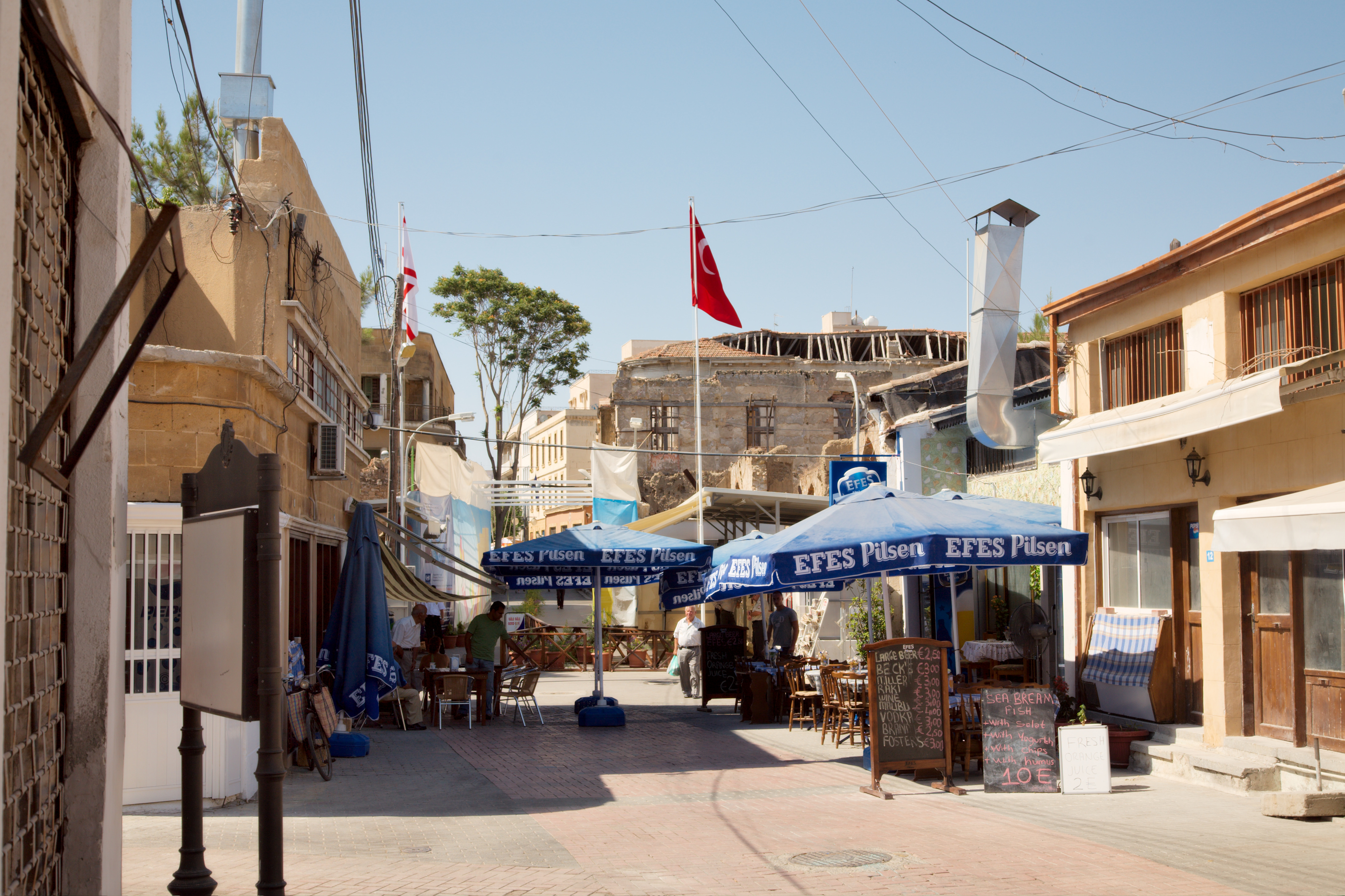
Rua Ledra
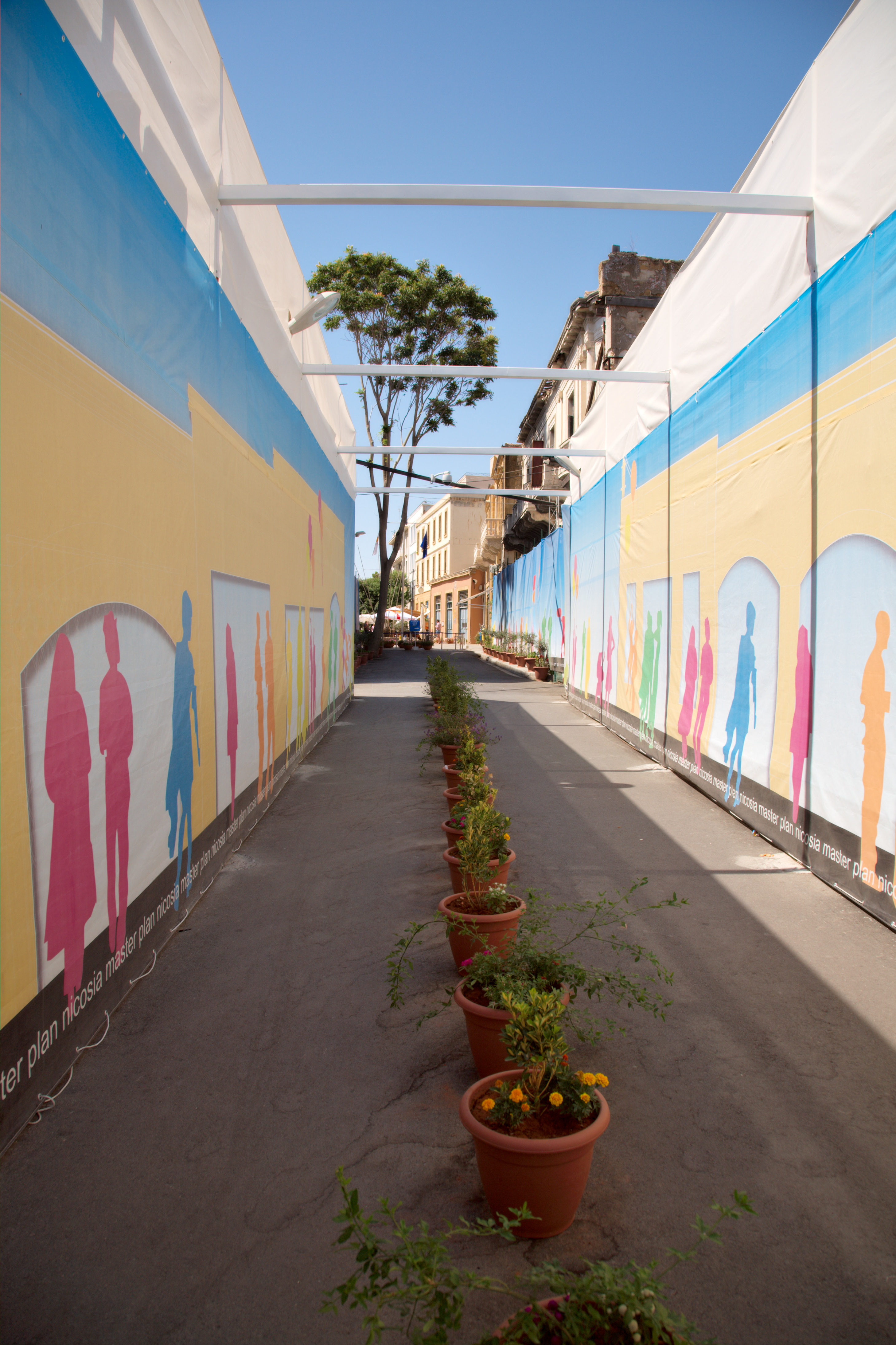
Rua Ledra
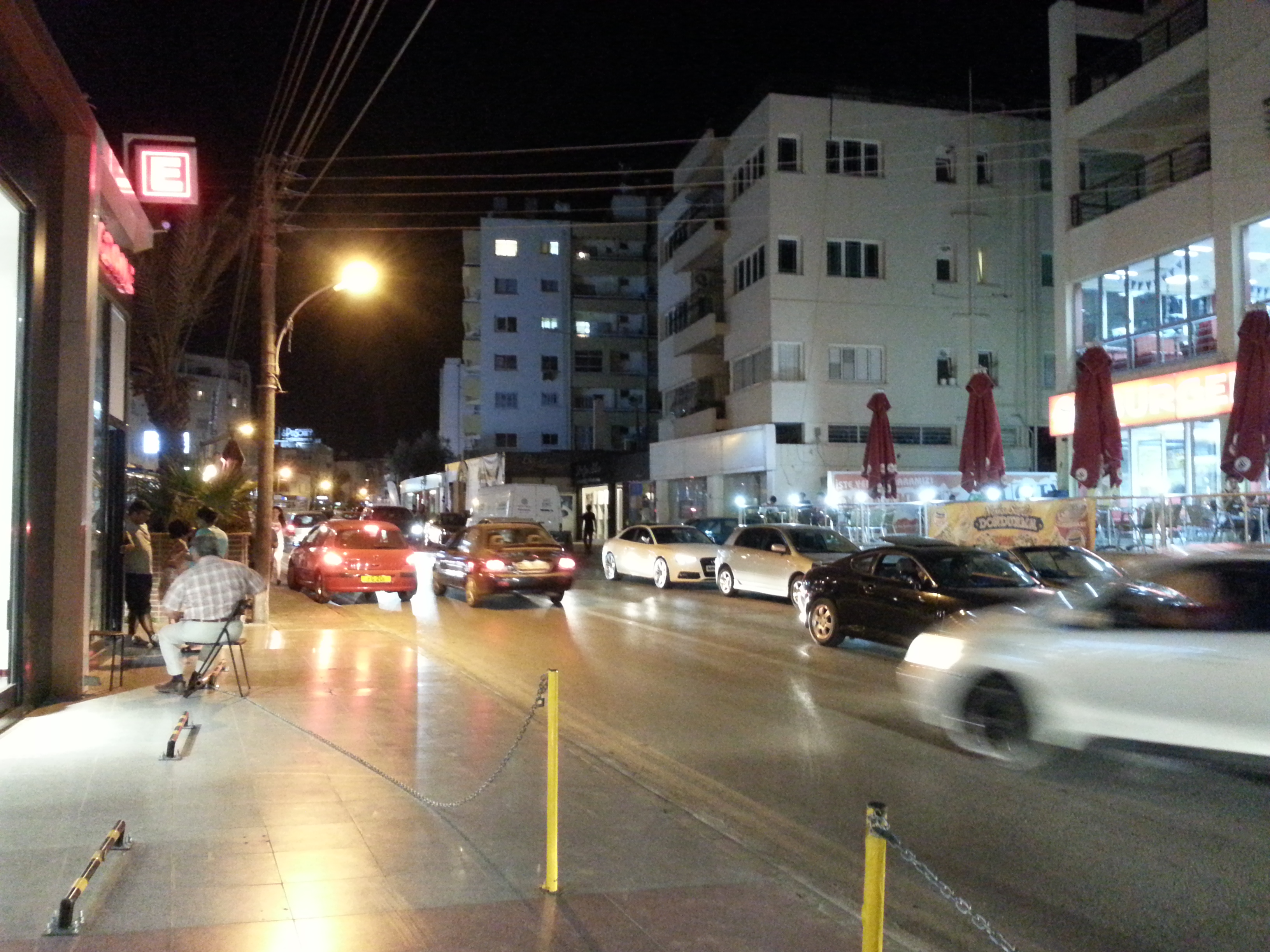
Dereboyu à noite
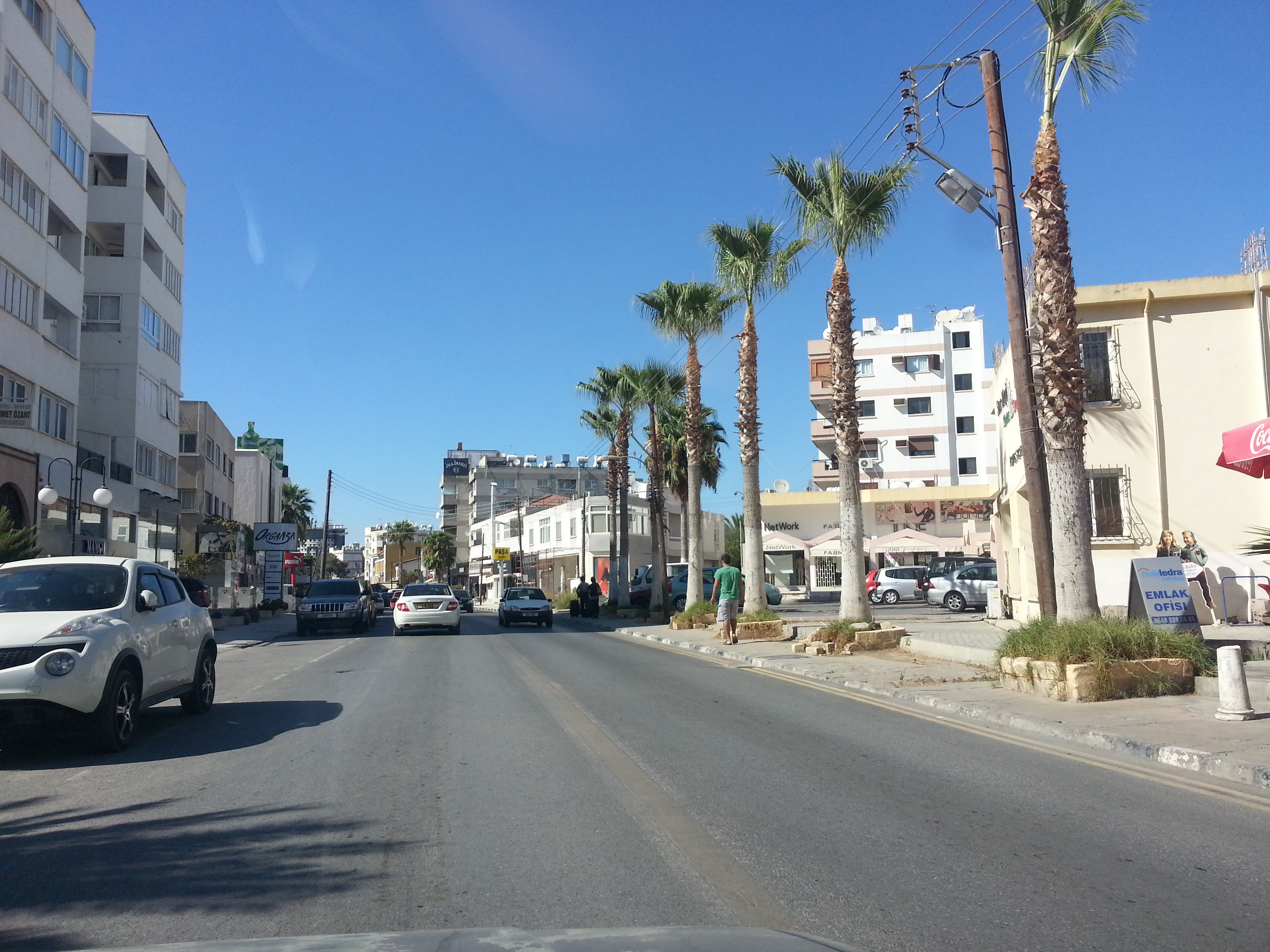
Dereboyu durante o dia
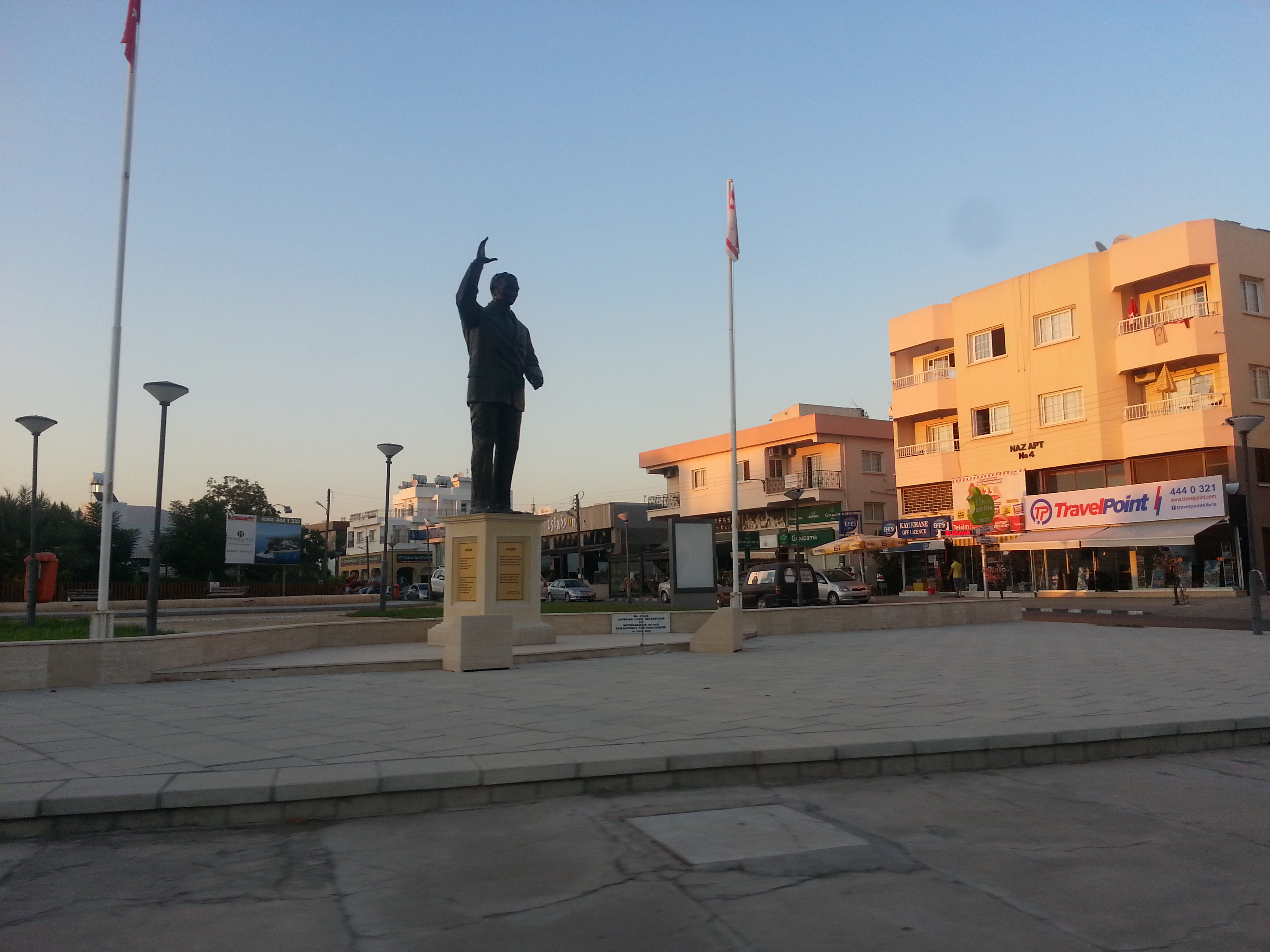
Praça Bülent Ecevit em Taşkınköy/Göçmenköy